# Repatriações de Bleiburg
As repatriações de Bleiburg (ver terminologia) foram uma série de repatriações forçadas da Áustria ocupada pelos Aliados de prisioneiros de guerra do Eixo e tropas do Eixo cuja rendição não havia sido aceita pelo Exército Britânico, conduzidas pelo Exército Iugoslavo (JA) e pelo Exército Britânico, em maio de 1945, após o fim da Segunda Guerra Mundial na Europa. Durante a guerra, o território iugoslavo havia sido anexado ou ocupado pelas potências do Eixo. Quando a guerra terminou, dezenas de milhares de soldados do Eixo, soldados colaboracionistas e civis associados fugiram da Iugoslávia para a Áustria quando os JA assumiram o controlo. Quando chegaram à Áustria ocupada pelos Aliados, de acordo com a política aliada, o Exército Britânico recusou-se a aceitar a sua rendição e ordenou-lhes que se rendessem aos JA alinhados aos Aliados. Foram então submetidos a marchas forçadas, juntamente com colunas capturadas em território iugoslavo pelos JA. Dezenas de milhares foram executados; outros foram levados para campos de trabalhos forçados, onde muitos morreram em condições adversas. Os eventos têm o nome da cidade fronteiriça de Bleiburg, na Caríntia, onde ocorreu a recusa inicial britânica em aceitar a rendição dos elementos dirigentes das tropas em fuga, e de onde foram realizadas algumas repatriações.
Em 3 de maio de 1945, o governo do Estado Independente da Croácia (NDH), um estado-fantoche fascista estabelecido em partes da Iugoslávia ocupada pela Alemanha, que empreendeu uma campanha brutal de genocídio contra algumas das suas populações minoritárias, reduzindo o seu número em centenas de milhares, decidiram fugir para a Áustria. Eles iniciaram a evacuação ordenando aos remanescentes das Forças Armadas Croatas (HOS) que se deslocassem para lá o mais rápido possível, a fim de se renderem ao Exército Britânico. A liderança eslovena alinhada ao Eixo emitiu uma ordem de retirada para a Guarda Nacional Eslovena no mesmo dia. Estas forças, acompanhadas por civis, juntaram-se ao Grupo E do Exército Alemão e outras unidades do Eixo na retirada; este último incluía o XV Corpo de Cavalaria Cossaco SS e os remanescentes dos Chetniks Montenegrinos organizados no Exército Nacional Montenegrino comandado pelo HOS.
Na semana seguinte ao Instrumento de Rendição Alemão, que marcou o fim formal da Segunda Guerra Mundial na Europa, as forças colaboracionistas na Iugoslávia continuaram a combater os Partidários para evitar o cerco e manter abertas as rotas de fuga. As colunas lideradas pelos eslovenos abriram caminho até a fronteira austríaca, perto de Klagenfurt, em 14 de maio. Sua rendição foi aceita pelos britânicos e eles foram internados no campo vizinho de Viktring. Quando uma das colunas de tropas HOS em fuga, misturadas com civis, se aproximou da cidade de Bleiburg em 15 de maio, os britânicos recusaram-se a aceitar a sua rendição. Eles os instruíram a se renderem aos guerrilheiros, o que a liderança do HOS fez após breves negociações. Outros prisioneiros do Eixo em cativeiro britânico foram repatriados para a Iugoslávia nas semanas seguintes. As repatriações foram canceladas pelos britânicos em 31 de maio, na sequência de relatos de massacres na Iugoslávia.
As autoridades iugoslavas transferiram os prisioneiros em marchas forçadas por todo o país para campos de internamento e trabalhos forçados. Foram realizadas execuções em massa, as maiores das quais foram em Tezno (estimadas em 15.000 prisioneiros de guerra croatas),  Kočevski Rog e Huda Jama. No regime comunista que se seguiu na Jugoslávia, estes massacres e outros abusos após as repatriações foram um tema tabu e a informação sobre os acontecimentos foi suprimida. A comemoração pública e oficial das vítimas, que incluía civis, só começou várias décadas depois.
Os historiadores não conseguiram determinar com precisão o número de vítimas durante e após as repatriações; os números exatos têm sido objeto de muito debate e as avaliações ficam normalmente na faixa de dezenas de milhares. Historiadores e investigações na Eslovênia e na Croácia indicam que a maioria das vítimas eram membros das forças armadas colaboracionistas croatas, eslovenas, montenegrinas e sérvias.
Após a dissolução da Iugoslávia, uma comemoração anual pelas vítimas foi realizada em Bleiburg, mas gerou considerável controvérsia devido aos símbolos Ustaše no evento. As autoridades croatas apoiaram essa comemoração ou iniciaram outras comemorações na Eslovênia, enquanto as autoridades austríacas têm tomado cada vez mais medidas para impedir que isso aconteça.

## Terminologia
Na Croácia simplesmente Bleiburg é o termo mais comumente usado para os eventos, seguido pela Tragédia de Bleiburg, Massacre de Bleiburg, Crime de Bleiburg e Caso Bleiburg. O termo "tragédia" também tem sido usado em obras em língua inglesa de autores de origem croata. O termo Via Sacra (em croata:  Križni put), que equipara os eventos à crucificação de Jesus, é um termo subjetivo comum, usado principalmente pelos croatas, em relação aos eventos após as repatriações. Estas últimas foram descritas como "marchas da morte".  O termo marchas da morte, ao contrário de muitos outros, é usado pela literatura internacional sobre o tema, e a historiadora croata Martina Grahek Ravančić discute o tema "Bleiburg e as Marchas da Morte". 
Na Eslovênia, o termo Tragédia de Bleiburg (Pliberška tragedija) é o mais comumente usado, enquanto Massacre de Bleiburg (em esloveno:  Pliberški pokol) e a Tragédia de Viktring (Vetrinjska tragedija) estão menos empregados. Viktring era um campo britânico onde o maior número de prisioneiros eslovenos foi internado antes de ocorrerem as repatriações. 

## Contexto Histórico

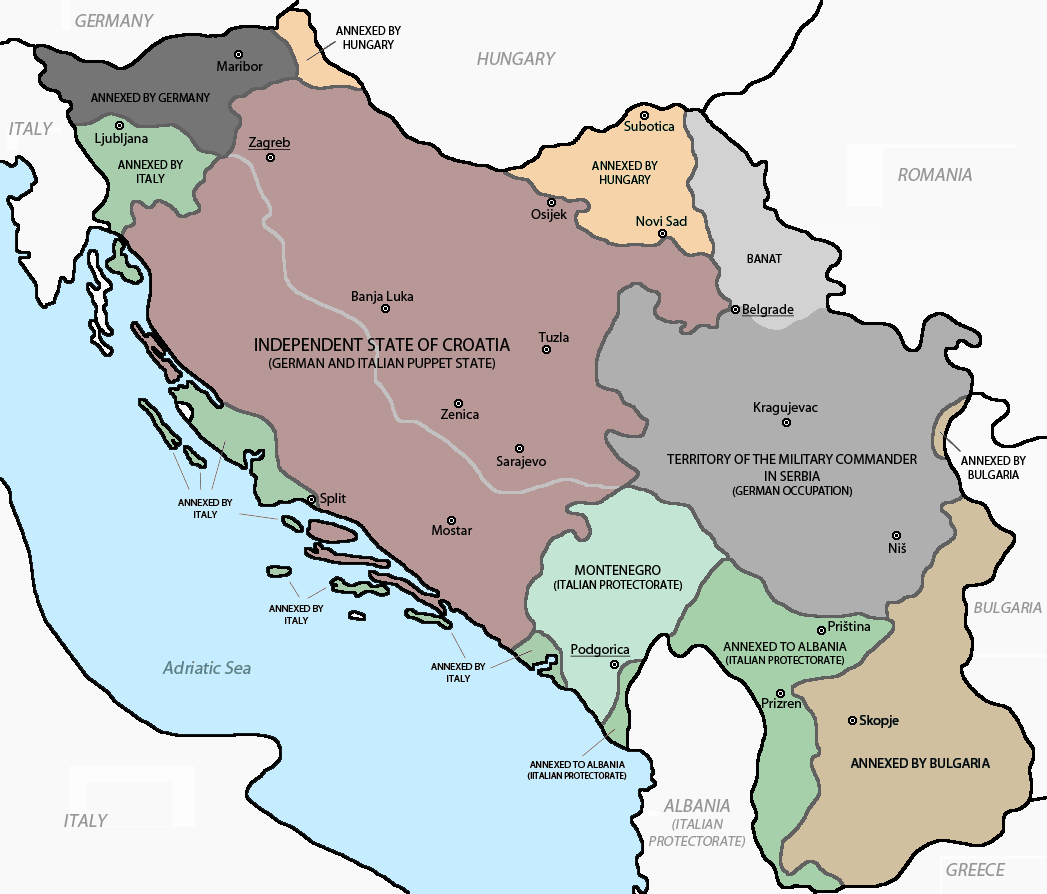
Ocupação e divisão da Iugoslávia 1941

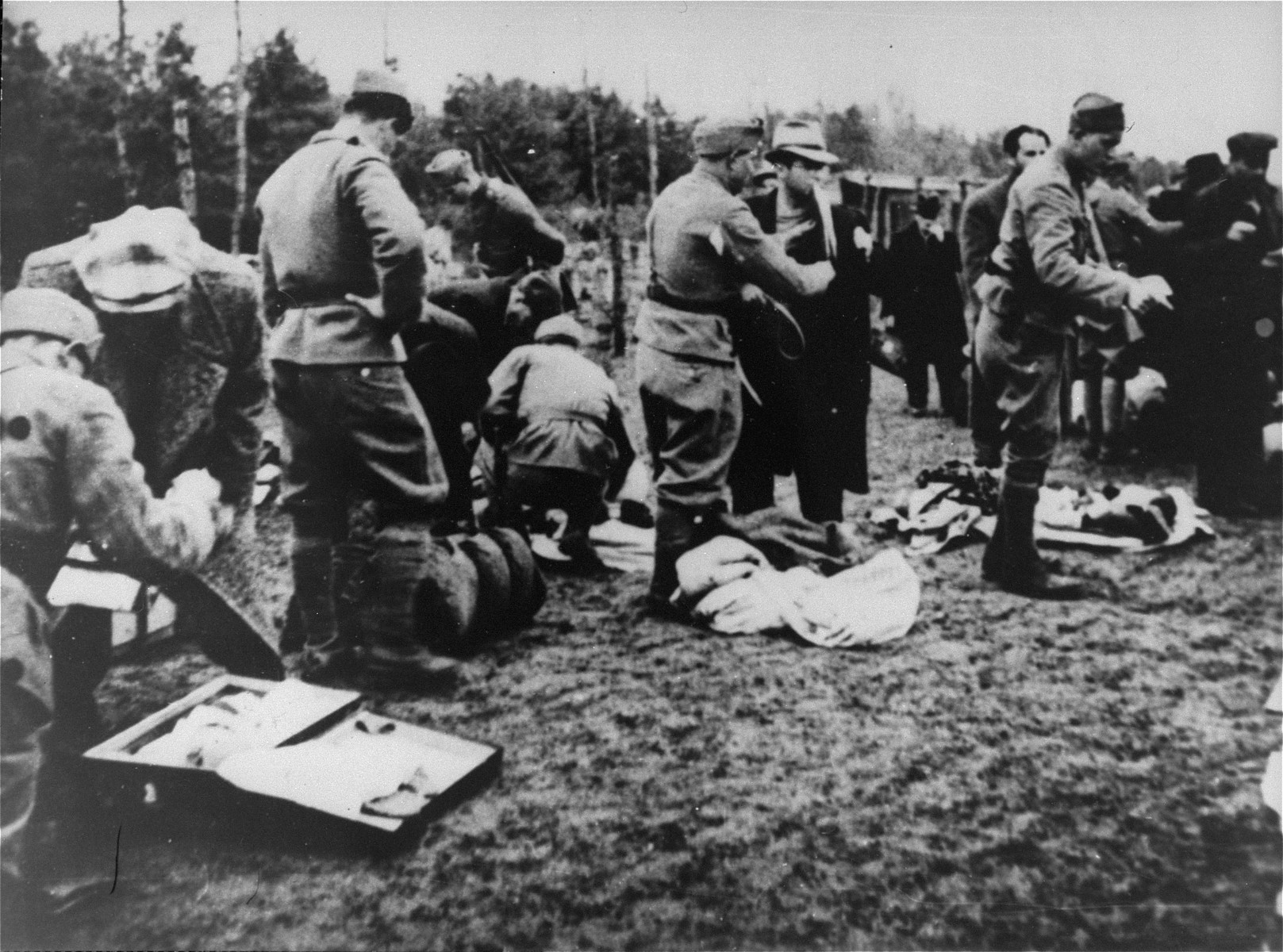
O Estado Independente da Croácia conduziu uma campanha sistemática de assassinato em massa e extermínio de sérvios, judeus e ciganos. Esta imagem mostra prisioneiros chegando ao campo de concentração de Jasenovac.

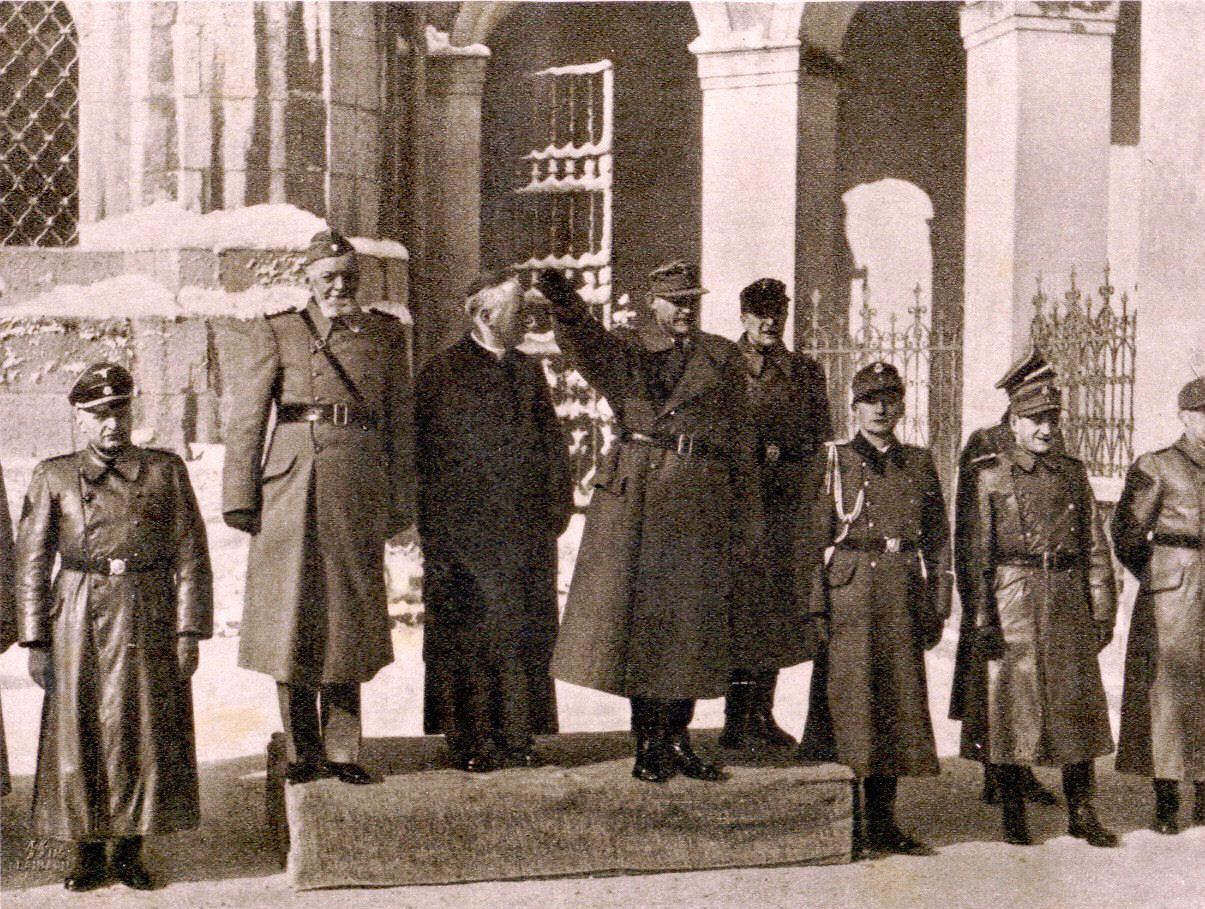
O comandante da Guarda Nacional Eslovena, Leon Rupnik, o bispo Gregorij Rožman e o general SS Erwin Rösener revisam as tropas da Guarda Interna, após o segundo juramento de fidelidade, 30 de janeiro de 1945.

Quando a Segunda Guerra Mundial eclodiu em 1939, o governo do Reino da Iugoslávia declarou a sua neutralidade.  No início de 1941, a maioria dos seus vizinhos aderiu ao Pacto Tripartite.  A Iugoslávia ficou sob forte pressão para aderir ao Eixo e o governo iugoslavo assinou o Pacto em 25 de março de 1941, ano em que a Alemanha nazista invadiu a União Soviética. Mas eclodiram manifestações em Belgrado contra a decisão e, em 27 de Março, a oposição derrubou o governo num golpe de estado. O novo governo jugoslavo recusou-se a ratificar a assinatura do Pacto Tripartite, embora não a tenha descartado. Adolf Hitler reagiu lançando a invasão da Iugoslávia em 6 de abril de 1941, aliada às forças da Itália e da Hungria. 
Em 10 de abril, as tropas alemãs entraram em Zagreb e no mesmo dia, o estado-fantoche germano-italiano, o Estado Independente da Croácia (em croata:  Nezavisna Država Hrvatska, NDH), foi instalado. Os Ustaše foram colocados no poder por Hitler que nomeou Ante Pavelić como líder (Poglavnik) do NDH.  A Iugoslávia capitulou diante das potências do Eixo em 17 de abril.  O Ustaše, um movimento marginal na Croácia pré-guerra,  tentou angariar apoio entre croatas comuns e muçulmanos bósnios,  mas nunca atraiu apoio significativo entre a população. A cessão de território à Itália foi um golpe especial para a sua popularidade.  Foi dado um estatuto especial à minoria alemã, cujos membros serviram nas forças militares do NDH (Einsatzstaffel), e foram organizados como um órgão autónomo.  A partir de 1942, os membros da minoria alemã foram alistados na divisão SS Prinz Eugen. 
Após a ocupação e divisão da Iugoslávia, as forças alemãs e outras forças de ocupação introduziram leis antissemitas de acordo com o plano da Solução Final.  No NDH, os Ustaše promulgaram as suas próprias Leis Raciais,  e embarcaram numa campanha de genocídio contra os sérvios, que eram cristãos ortodoxos, bem como contra as populações judaica e cigana em todo o país.   Estabeleceu um sistema de campos de concentração, o maior dos quais foi Jasenovac,  onde 77.000–100.000 pessoas foram assassinadas, a maioria mulheres e crianças, principalmente sérvios, judeus e ciganos, mas também croatas e bósnios antifascistas. Cerca de 29-31.000 judeus, ou 79% da sua população pré-guerra no NDH, foram mortos durante o Holocausto, principalmente pelos Ustaše.  Quase toda a população cigana, de cerca de 25.000 habitantes, foi aniquilada. 
O número de sérvios mortos pelos Ustaše é difícil de determinar.  O Museu Memorial do Holocausto dos Estados Unidos estima que os Ustaše mataram entre 320.000 e 340.000 sérvios. O demógrafo croata Vladimir Žerjavić calculou as perdas populacionais da Iugoslávia e estimou o número total de mortes de civis e combatentes sérvios no NDH em 322.000. Das vítimas civis, ele estimou que os Ustaše mataram 78.000 civis sérvios, em terror direto e em campos de concentração, e o restante morreu nas mãos das forças alemãs e italianas, e por outras causas. Os Ustaše limparam etnicamente os sérvios, mataram 154 padres ortodoxos, mais 3 bispos,  expulsaram a maioria dos outros padres ortodoxos, converteram à força 240.000 sérvios ao catolicismo em maio de 1943,  massacrando muitos sérvios mesmo após a conversão.  Uma série de revoltas armadas sérvias contra o NDH começou no verão de 1941. O general da Wehrmacht Edmund Glaise-Horstenau culpou os crimes de Ustaše pelos levantes e criticou o governo do NDH.  As forças rebeldes eram inicialmente uma mistura de grupos comunistas e nacionalistas sérvios, mas logo eclodiram divisões e combates entre guerrilheiros e chetniks.  Os guerrilheiros defenderam a unidade entre todos os grupos étnicos e se opuseram ao assassinato de Chetnik e à limpeza étnica de muçulmanos e croatas.  No início de 1942, os Chetniks do NDH mataram muitos comandantes Partidários na Bósnia, e assinaram alianças com os Ustaše, para combater conjuntamente os Partidários. 
Alemanha, Itália e Hungria dividiram a Eslovênia e decidiram eliminar totalmente os eslovenos como grupo étnico, por meio de expulsões em massa e assimilação forçada,   que o historiador esloveno Božo Repe descreve como etnocídio. A Alemanha Nazista planejou expulsar 260 mil, ou um terço dos eslovenos, das áreas que ocupava, mas expulsou cerca de 80 mil.  O bispo de Ljubljana e os principais políticos eslovenos saudaram a anexação da província de Ljubljana por Mussolini,  enquanto, inversamente, a opressão do Eixo logo levou à resistência armada.  A resistência liderada pelos comunistas começou em julho de 1941.  As autoridades do Eixo patrocinaram unidades locais colaboracionistas e anticomunistas, que atraíam a maioria dos seus membros e eram apoiadas pelo Partido Popular Católico Esloveno. Em 1943, estas unidades foram unidas na Guarda Nacional Eslovena, sob o comando do General SS Erwin Rösener, que se reportava diretamente a Himmler.  A Guarda Nacional jurou lutar com as SS, sob a liderança do Führer, contra os guerrilheiros comunistas e os seus aliados soviéticos e ocidentais.  A Itália montou campos de concentração em território ocupado, sendo o maior deles o campo de concentração Rab. Estima-se que 40 mil eslovenos passaram por esses campos, dos quais 7 mil morreram.  Durante o curso da guerra nas Terras Eslovenas, o terror mútuo foi praticado tanto pelas unidades lideradas pelos comunistas como pelas forças colaboradoras.  No total, cerca de 83 a 84 mil pessoas perderam a vida até ao fim formal da guerra nas terras eslovenas, a grande maioria morta pelas forças de ocupação. Cerca de 13.200 mortes militares e civis foram o resultado de um conflito inter-esloveno, com colaboradores responsáveis por cerca de 6.000 e partidários 6.700. Entre os quase 30.000 civis eslovenos mortos, os Partidários foram responsáveis por 4.233 mortes de civis, enquanto os antipartidários eslovenos, em ações independentes ou em colaboração com as forças do Eixo, causaram a morte de 1.236 civis. Este último número não inclui civis que colaboradores eslovenos entregaram ao Eixo e foram mortos ou morreram em campos de concentração do Eixo.  (por exemplo, colaboradores eslovenos elaboraram listas de presos políticos eslovenos e ajudaram na sua deportação para campos de concentração nazistas). 
A Sérvia foi invadida e dividida pela Alemanha, Itália, Hungria, Bulgária e NDH. O território sérvio Rump foi colocado sob administração militar alemã, com a ajuda de um governo fantoche civil liderado por Milan Nedić.  Em resposta a uma grande revolta liderada pelos comunistas na Sérvia, os militares alemães executaram, em apenas dois meses, 30 mil civis sérvios e judeus. Remanescentes do Exército Real Iugoslavo organizados pelos monarquistas sérvios Chetniks foram o primeiro movimento de resistência. Os Chetniks foram liderados por Draža Mihailović e foram reconhecidos pelo governo iugoslavo no exílio.  Embora fossem anti-Eixo nos seus objectivos de longo prazo e se envolvessem em actividades de resistência marginais durante períodos limitados, os Chetniks também se envolveram em colaboração com as forças de ocupação durante quase toda a guerra. Os Chetniks foram parceiros no terror e no contra-terrorismo que ocorreram na Iugoslávia durante a Segunda Guerra Mundial. As tácticas de terror contra os guerrilheiros comunistas e os seus apoiantes foram motivadas ideologicamente.  Os Chetniks procuraram a criação de uma Grande Sérvia, limpando os não-sérvios, principalmente muçulmanos e croatas, dos territórios que seriam incorporados ao seu estado do pós-guerra,  e levaram a cabo genocídio contra muçulmanos e croatas durante este período.    Estima-se que 18.000–32.000 croatas e 29.000–33.000 muçulmanos foram mortos pelos Chetniks. 
O Partido Comunista da Iugoslávia (KPJ) permaneceu em grande parte inativo enquanto o Pacto Molotov-Ribbentrop entre a Alemanha e a União Soviética estava em vigor.  Durante este período, a União Soviética manteve relações amistosas com a Alemanha e considerou reconhecer o NDH.  Após a invasão nazista da União Soviética em 1941, os partidários iugoslavos liderados pelos comunistas lançaram um apelo à revolta.  Josip Broz Tito era o comandante supremo das forças partidárias.  A liderança comunista viu a guerra como uma oportunidade para uma revolução e para o estabelecimento de um regime totalitário de estilo soviético.  Até à primeira metade de 1942, durante um período descrito como "terror vermelho", as suas unidades estiveram envolvidas no assassinato em massa de supostos inimigos de classe, uma política que ameaçava o seu apoio popular. A liderança mudou então esta abordagem e concentrou-se menos na luta de classes, até ao período pós-guerra. 
Os Chetniks e os Partidários, as duas principais unidades de resistência da guerrilha, inicialmente cooperaram contra o Eixo, mas a sua cooperação rapidamente se desfez e eles viraram-se uns contra os outros. Devido à colaboração dos Chetniks com o Eixo, o apoio Aliado mudou para o lado Partidário.   Em 1943, os Aliados reconheceram oficialmente os Partidários como uma força de combate Aliada.  Winston Churchill destacou a força e a importância dos guerrilheiros e aconselhou o governo iugoslavo a chegar a um acordo com Tito,  cujas forças geraram apelo entre todos os grupos étnicos. 

## Fim da guerra

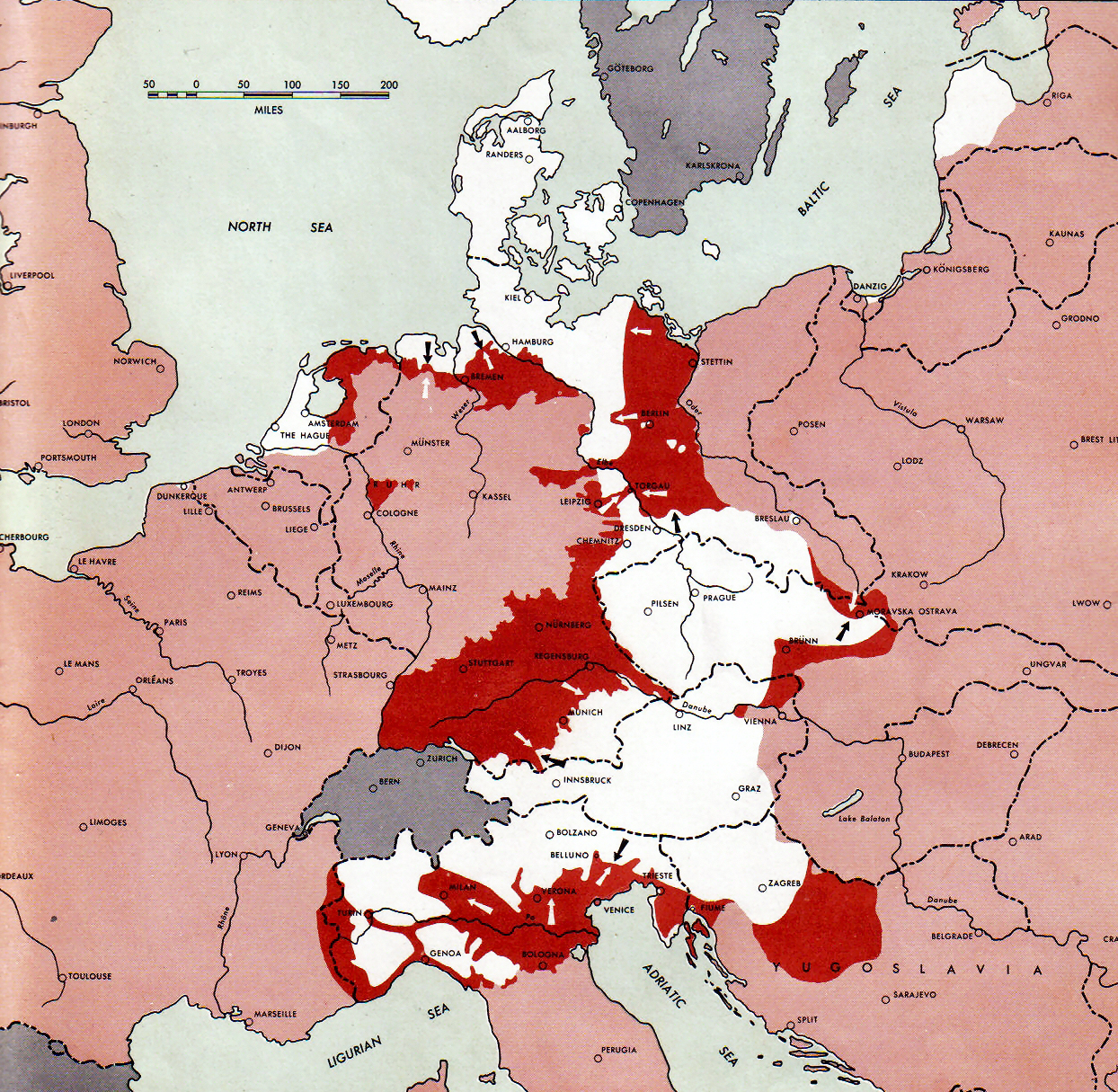
Linhas de frente na Europa em 1º de maio de 1945

A chegada das tropas terrestres soviéticas à Ofensiva de Belgrado e o apoio logístico dos Aliados permitiram aos Partidários aumentar as suas ações ofensivas. No final de 1944, com a ajuda do Exército Vermelho, estabeleceram o controlo na Sérvia, Macedónia do Norte, Montenegro e Dalmácia.  As forças alemãs recuaram da Sérvia, juntamente com as forças de Nedić.  A Wehrmacht e o HOS estabeleceram uma frente na Sírmia para garantir a retirada do Grupo de Exércitos Alemão E dos Bálcãs.  Os guerrilheiros conduziram assassinatos em massa de prisioneiros de guerra e de etnia alemã depois de garantir o controle da Sérvia.  A liderança comunista adoptou uma decisão política sobre a expulsão da minoria nacional alemã, a quem considerava colectivamente responsável pelos crimes nazis, e o confisco dos seus bens.  A Alemanha tentou evacuar toda a população alemã da Jugoslávia para o Reich, mas no final de 1944 ainda havia cerca de 150.000 alemães na Voivodina controlada pelos Partidários. Em maio de 1945, a maioria estava internada em mais de 40 campos de concentração na região, nos quais cerca de 46 mil morreram. 
Em maio de 1944, Tito fundou um serviço de inteligência conhecido como Departamento de Proteção Popular (OZNA), inspirado no NKVD soviético. Representou um serviço de inteligência militar e uma polícia secreta política do Partido Comunista.  Em agosto de 1944, ele fundou uma unidade militar chamada Corpo de Defesa Popular da Iugoslávia (Korpus narodne odbrane Jugoslavije, KNOJ), cuja missão explícita era "liquidar Chetnik, Ustaša, Guarda Branca e outras gangues antipopulares". 
Com o crescimento dos guerrilheiros, que proporcionaram aos croatas uma alternativa que parecia mais no interesse nacional da Croácia, e a insatisfação geral com as autoridades Ustaše e alemãs nazis, o NDH teve sérias dificuldades em mobilizar novas tropas.  Quando, em agosto de 1944, um golpe de estado contra Ante Pavelić, conhecido como conspiração Lorković-Vokić, falhou, seus conspiradores foram presos ou executados. Os principais conspiradores queriam alinhar o NDH com os Aliados . O desfecho da trama causou ainda mais desmoralização. À medida que a guerra avançava, a taxa de deserção nas forças armadas do NDH aumentou,  especialmente entre a Guarda Nacional Croata, o exército regular.  Os Chetniks mostraram sinais semelhantes de deserção. 
Em 30 de agosto de 1944, Tito ofereceu anistia aos guardas nacionais croatas, aos guardas nacionais eslovenos e aos chetniks se eles decidissem desertar para o lado partidário até 15 de setembro. Depois de 15 de Setembro, todos os que não tivessem desertado seriam levados aos "tribunais populares". Chamadas semelhantes foram repetidas diversas vezes após o prazo. Em alguns casos, os Guardas Internos Croatas foram mortos apesar de terem desertado para os Partidários.  No dia em que expirou a anistia, Tito instruiu seus subordinados a continuarem aceitando desertores tardios.  Um dia antes, o rei Pedro II fez um apelo aos chetniks para que se colocassem sob o comando dos guerrilheiros. Seguiram-se deserções em grande escala de Chetniks para os Partidários. 
As Forças Armadas do Estado Independente da Croácia (HOS) foram reorganizadas em novembro de 1944 para combinar as unidades da Ustaše e da Guarda Nacional Croata. Durante a guerra, o tratamento dispensado aos prisioneiros da Guarda Interna Croata foi relativamente benigno – Os guerrilheiros ridicularizariam os soldados Domobran capturados e os mandariam para casa se não quisessem se juntar ao levante. Mas, em 13 de janeiro de 1945, Pavelić ordenou que os domobrani se fundissem com os militares staše, criando uma força estimada em 280.000. 
Alguns Chetniks, como os da Divisão Dinara de Momčilo Đujić, continuaram a colaborar com o Eixo.  As forças de Đujić lutaram ao lado dos alemães e do HOS no final de 1944 na Batalha de Knin contra o 8º Corpo Partidário da Dalmácia. A batalha terminou com a vitória partidária e a Divisão Dinara começou a retirar-se para a Eslovénia.  Pavelić emitiu uma ordem para fornecer passagem segura às tropas de Đujić,  e deu-lhes instruções de movimento. Como o caminho levava ao território controlado pelos guerrilheiros e Đujić não confiava em Pavelić devido aos exemplos anteriores de Ustaše matando Chetniks que passavam pelo NDH, ele tomou uma rota alternativa em acordo com os comandantes locais da Wehrmacht. 
Em 1944, o General SS Rösener transformou a Guarda Nacional Eslovena numa força de combate eficaz,  e juntos lançaram grandes ofensivas contra os Partidários, para manter abertas as rotas vitais de abastecimento e retirada alemãs. As baixas eslovenas dispararam, com os guerrilheiros eslovenos sofrendo de longe os maiores, mais de 20.000 guerrilheiros mortos em 1944-45, sozinhos. Em Setembro de 1944, a pedido dos Aliados Ocidentais, os membros eslovenos do governo jugoslavo no exílio em Londres, apelaram à Guarda Nacional Eslovena para transferir a sua lealdade aos Partidários.  Apesar disso e das ofertas de anistia partidária, a maioria dos Guardas Internos continuou lutando do lado alemão.  Em março de 1945, os líderes colaboracionistas eslovenos, Leon Rupnik e o bispo Rožman, propuseram uma aliança político-militar ao líder Ustaše Ante Pavelić e aos Chetniks, para continuarem a lutar contra os Partidários.
Em 1945, os Partidários Iugoslavos eram conhecidos como Exército Popular Iugoslavo e contavam com mais de 800.000 homens organizados em cinco exércitos de campanha. Eles perseguiram o remanescente das forças derrotadas da Alemanha e do NDH.
Em março de 1945, o 4º Exército Iugoslavo avançou através de Lika, Litoral Croata e Golfo de Kvarner. A maior parte da Bósnia e Herzegovina estava nas mãos dos Partidários no final de Abril. Em 12 de abril, a Frente Síria foi quebrada e o 1.º e o 3.º Exércitos avançaram para oeste através da Eslavônia. Apenas a parte noroeste do NDH, com Zagreb como centro, permaneceu sob controlo das autoridades do NDH.  Numerosos refugiados de outras partes do NDH reuniram-se ali. Os guerrilheiros realizaram represálias contra soldados capturados do HOS, bem como contra milhares de supostos opositores políticos civis. 

## Retirada do Eixo

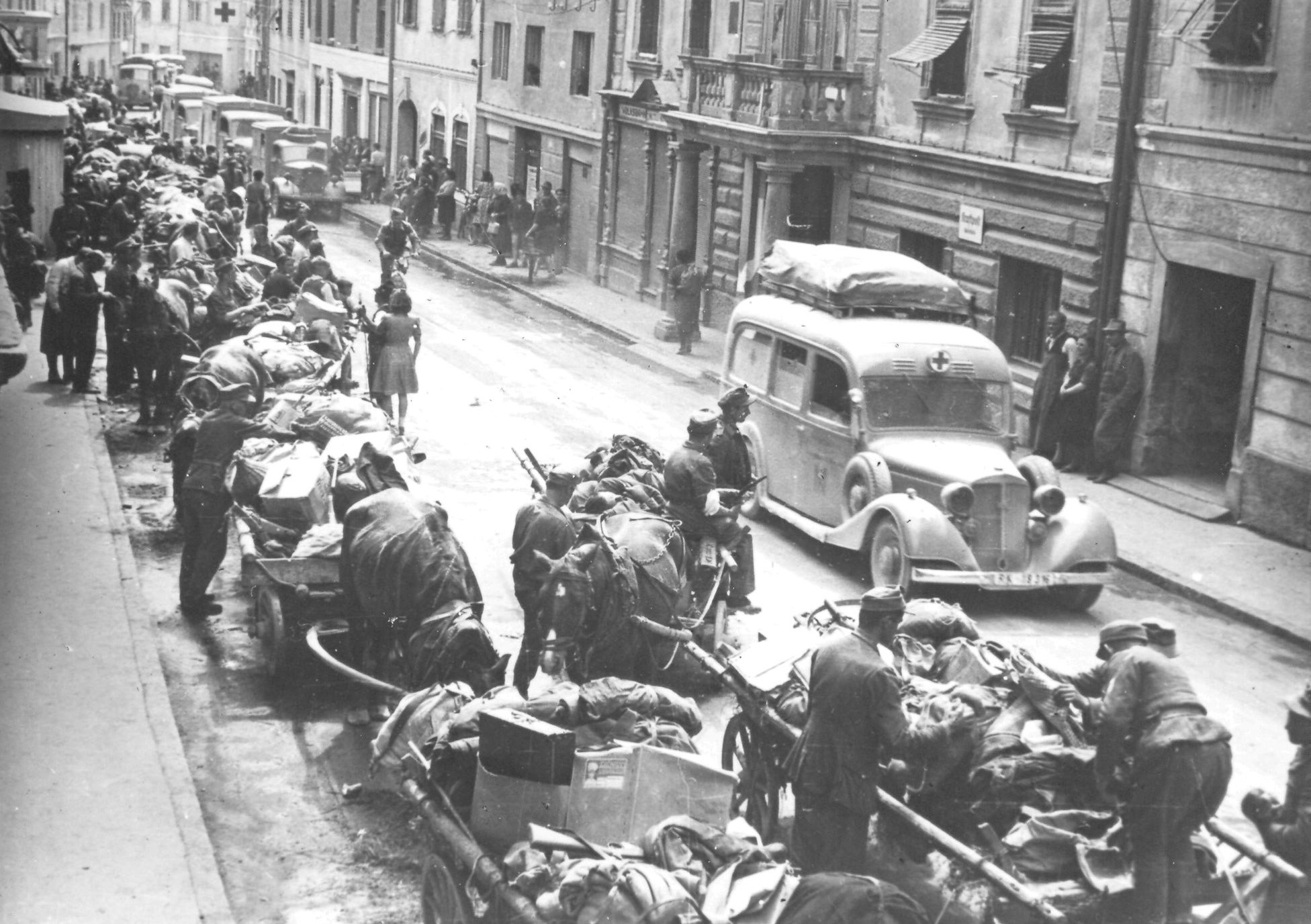
Guardas Nacionais Eslovenos e Alemães em retirada pela cidade de Tržič

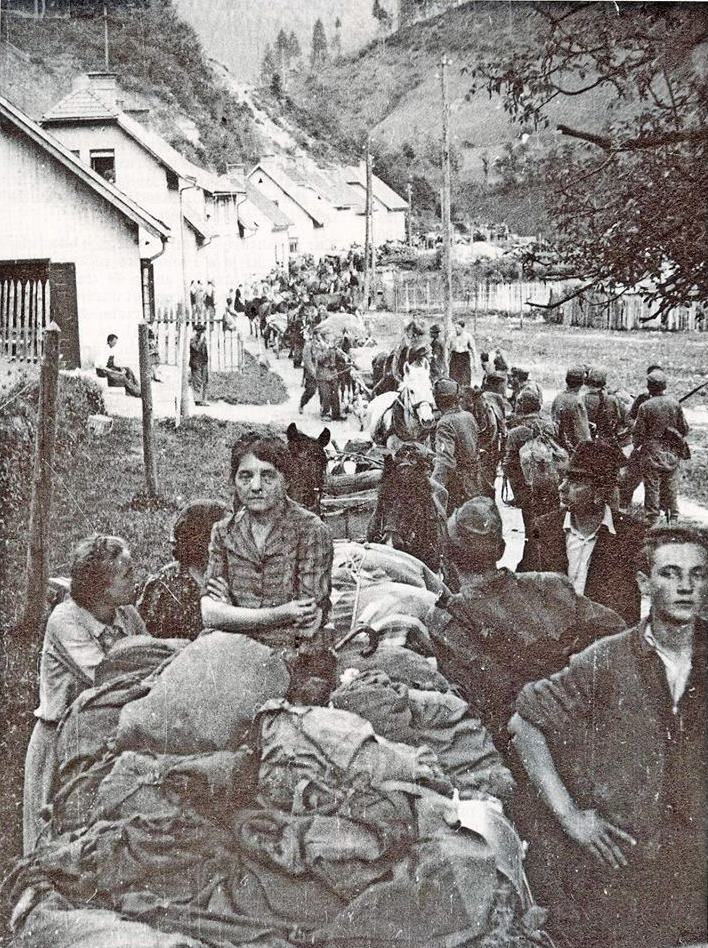
Guardas Nacionais Eslovenos e civis na estrada Tržič - Ljubelj, perto da Áustria

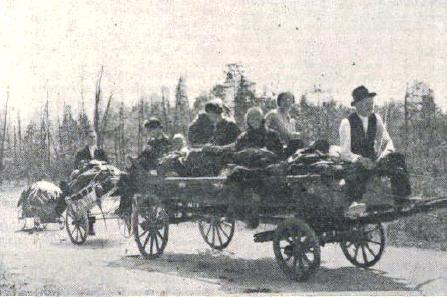
Refugiados eslovenos a caminho da Áustria

O colapso da frente Síria em abril de 1945 acelerou a retirada das forças alemãs, que vinham recuando dos Bálcãs desde outubro de 1944.  Tal como outras tropas do Eixo, as forças do NDH não queriam render-se ao Exército Vermelho ou aos Partidários Jugoslavos. Eles recuaram através da Eslovênia tentando chegar à fronteira entre a Iugoslávia e a Áustria, a fim de se renderem às forças britânicas que avançavam para o norte a partir da Itália.  Um êxodo de pessoas em grande escala foi planeado e organizado pelas autoridades do NDH, embora não houvesse nenhum benefício estratégico para isso: não havia um destino viável para toda a população.  A decisão do governo do NDH de organizar um retiro foi tomada em 3 de maio.  No mesmo dia, o Conselho Nacional Esloveno, estabelecido pelas forças antipartidárias em Outubro de 1944, convocou um parlamento em Liubliana e proclamou um estado esloveno dentro do Reino da Jugoslávia. A Guarda Nacional Eslovena e outras forças anticomunistas juntaram-se ao Exército Nacional Esloveno, como parte do Exército Iugoslavo de Mihailović na Pátria. O parlamento apelou aos guerrilheiros e a todos os eslovenos para cessarem as hostilidades e apelou aos Aliados Ocidentais por ajuda. O parlamento ordenou uma retirada para a Áustria, onde esperavam ser aceites pelos britânicos como prisioneiros ou como aliados na luta contra os soviéticos e os guerrilheiros. 
Alguns membros do NDH e da liderança política e militar eslovena acreditavam que os Aliados Ocidentais os usariam como forças anticomunistas e os apoiariam no regresso à Jugoslávia e na recuperação do poder. O bispo esloveno Gregorij Rožman apelou aos Aliados para que ocupassem a Eslovénia e impedissem que os comunistas tomassem o poder.  A liderança do NDH aboliu as leis raciais e enviou um pedido de colaboração aos Aliados em 6 de Maio,  mas todos estes esforços falharam.  Embora a liderança do NDH possa ter organizado uma retirada civil para reforçar as suas alegações de que os comunistas jugoslavos estavam atrás de vítimas civis inocentes, o grande número de civis atrasou a retirada e tornou inviável a rendição aos Aliados. Alguns observadores acreditavam que o governo estava usando os civis como escudo humano contra os Ustaše.  A maioria dos refugiados civis alegadamente tinha opiniões anticomunistas ou temia represálias. 
Divisões de três exércitos iugoslavos perseguiam as forças do Eixo.  Algumas unidades do 4º Exército Iugoslavo conseguiram chegar à Caríntia antes ou ao mesmo tempo que as colunas em retirada. Divisões adicionais do 3º e 4º Exércitos foram enviadas para a área a fim de capturar o sul da Caríntia e evitar a retirada do Eixo. O 1º e o 2º Exércitos foram detidos perto de Celje, enquanto o 3º Exército avançou ainda mais em perseguição às colunas em retirada. 
Em 6 de maio de 1945, o governo do NDH fugiu de Zagreb e chegou a um local perto de Klagenfurt, na Áustria, em 7 de maio.  Pavelić e a liderança militar deixaram Zaprešić na noite de 7 de maio, com a intenção de se juntar ao resto do regime NDH na Áustria.  A maior parte da liderança do NDH, incluindo Pavelić, escapou no início de Maio, fugindo para a Europa Ocidental e a América Latina. Os guerrilheiros capturaram apenas um pequeno número de oficiais militares seniores do NDH. 
Zagreb foi defendida por partes da 1ª Divisão do Exército de NDH e das 41ª e 181ª Divisões Alemãs, implantadas ao longo da inacabada "Linha Zvonimir" entre Sveti Ivan Žabno e Ivanić-Grad. A feroz batalha com o 1º Exército Iugoslavo durou de 5 a 8 de maio. O dia mais sangrento na longa história de 1.240 dias da 1ª Brigada Proletária foi 7 de maio, com 158 mortos e 358 feridos na luta por Vrbovec. 
Além do HOS, da Guarda Nacional Eslovena e do Grupo E do Exército Alemão, outras unidades militares estavam em retirada.  Os remanescentes da Guarda Estatal Sérvia, dois regimentos do Corpo de Voluntários Sérvios e um grupo de Chetniks renderam-se aos britânicos perto da fronteira ítalo-iugoslava em 5 de maio. Estas unidades não foram repatriadas para a Iugoslávia.  O Exército Nacional Montenegrino, formado em abril de 1945 por Sekula Drljević com o apoio do governo do NDH, para reunir os montenegrinos do NDH na unidade, estava recuando junto com as forças croatas.  Milhares de cossacos russos do XV Corpo de Cavalaria Cossaco SS, estacionados na Iugoslávia desde 1943, também estavam em retirada para a Áustria. 
Em 7 de maio de 1945, a Alemanha rendeu-se incondicionalmente às potências aliadas, marcando o fim da Segunda Guerra Mundial na Europa.  O Instrumento de Rendição Alemão aplicou-se às forças alemãs da Wehrmacht na Iugoslávia, bem como a outras forças armadas sob controle alemão, como as Forças Armadas Croatas. Normalmente, isto significaria que também eles teriam de cessar as suas actividades em 8 de Maio e permanecer onde se encontravam. Os militares do NDH, porém, ficaram sob o comando de Pavelić.  Quando os alemães estavam prestes a render-se, o General Alexander Löhr, Comandante-em-Chefe do Grupo de Exércitos E, entregou o comando das forças croatas a Pavelić em 8 de maio.  Pavelić emitiu uma ordem de Rogaška Slatina para que as suas tropas não se rendessem aos guerrilheiros, mas fugissem para a Áustria, para implementar a decisão do governo NDH de 3 de maio de fugir para a Áustria.  Após a capitulação da Alemanha, Tito emitiu um discurso através da Rádio Belgrado, em 9 de Maio, apelando a todos os colaboradores armados à rendição, ameaçando com uma "resposta impiedosa" do povo e do exército caso se recusassem a fazê-lo. 
A maioria das tropas alemãs e do HOS retiraram-se de Zagreb em 8 de maio, quando unidades do 1º e 2º Exércitos Partidários assumiram o controle dela. Houve relativamente poucas escaramuças e vítimas na cidade. O 1.º Exército informou ao Estado-Maior que 10.901 soldados inimigos foram mortos e 15.892 capturados na tomada de Zagreb, sem especificar as batalhas em que ocorreram essas baixas.  Nesse mesmo dia, o quartel-general da 51ª Divisão Voivodina do 3º Exército Iugoslavo emitiu um despacho ordenando às suas unidades que considerassem todas as forças inimigas que continuassem a resistir depois da meia-noite daquele dia, e que não fizessem parte de unidades que tivessem uma rendição organizada, como pessoas que não tinham o estatuto de prisioneiros de guerra, e tratá-los como “bandidos”. A rendição alemã obstruiu o progresso das colunas que fugiam da Croácia para o norte. Em 9 de maio, as forças partidárias avançaram para Maribor, o que eliminou essa rota de fuga. Também tomaram o controle de Celje em 10 de maio, mas com uma força insuficiente para deter as colunas que escapavam em direção a Dravogrado. 

### Rota de fuga para Klagenfurt-Viktring
A Guarda Nacional Eslovena e os civis eslovenos usaram principalmente a rota através do Passo de Loibl.  Cerca de 30.000 soldados, incluindo 10.000 a 12.000 Guardas Domésticos Eslovenos, 10.000 Alemães, 4.000 Sérvios, 4.000 membros do Corpo Russo, e 6.000 civis Eslovenos, estavam a retirar-se para a Áustria.  A estrada para Loibl (Ljubelj) estava congestionada com carros carregados, caminhões, carroças e carroças puxadas por cavalos. As batalhas com os guerrilheiros também retardaram a retirada. 
Depois de passar pelo Passo Loibl, as colunas seguiram para a Ponte Drava em Hollenburg. Os britânicos estavam localizados ao norte da ponte. A ponte era guardada por soldados alemães e foi atacada pelos guerrilheiros em 7 de maio. Reforços partidários chegaram no dia seguinte e estabeleceram uma barreira entre Ferlach e Hollenburg, enquanto unidades da 4ª Divisão Motorizada e da 26ª Divisão do 4º Exército se aproximavam de Ferlach pelo oeste. As tropas e civis do Eixo foram cercados e tentaram abrir caminho através dos bloqueios. Algumas tropas alemãs renderam-se aos guerrilheiros no Vale Rosental, de acordo com o instrumento alemão de rendição. 
Em 10 de maio, ocorreu a principal tentativa de avanço. O ataque foi realizado pela Guarda Nacional Eslovena, liderada pelo Major Vuk Rupnik, e pela 7ª Divisão SS "Prinz Eugen" e unidades policiais SS.  Foi estabelecido um contato de rádio com os britânicos, que estavam dispostos a aceitá-los caso cruzassem o Drava. Os britânicos abstiveram-se de enfrentar as unidades do Eixo que lutavam contra os guerrilheiros.  Em 11 de maio, a Guarda Nacional Eslovena e as tropas SS lançaram um ataque de infantaria à cidade de Ferlach e assumiram o controle dela à noite. Os guerrilheiros relataram 180 vítimas.  As unidades partidárias restantes nas proximidades foram repelidas e a coluna de tropas e refugiados começou a cruzar o rio Drava. Eles foram levados pelos britânicos para o campo de Viktring, perto de Klagenfurt. Em 14 de maio, todas as unidades da Guarda Nacional Eslovena renderam-se aos britânicos. 

### Rota de fuga para Bleiburg

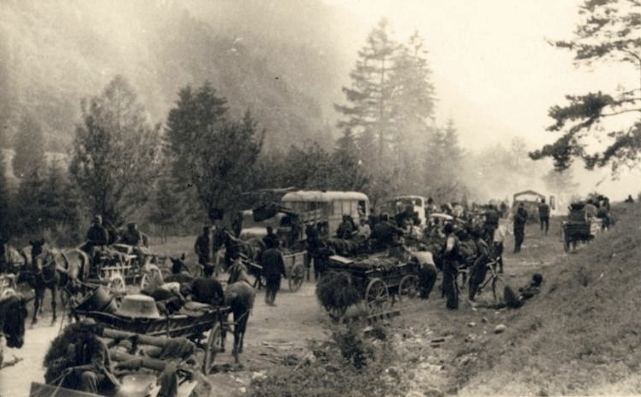
Uma coluna de refugiados perto da cidade de Celje

As tropas e civis croatas usaram principalmente rotas de fuga em direção a Mežica e Bleiburg, e através dos Alpes Kamnik em direção ao Vale Jaun, na Áustria.  A principal coluna croata passou pelas cidades de Zidani Most, Celje, Šoštanj e Slovenj Gradec. Em 11 de maio, a vanguarda da coluna chegou a Dravogrado. As pontes sobre o rio Drava foram barricadas por unidades búlgaras que chegaram à área em 9 de maio. 
De 11 a 12 de maio, os generais Vjekoslav Servatzy e Vladimir Metikoš iniciaram discussões com os generais búlgaros para permitir que a coluna croata passasse para a Áustria.  As discussões foram inconclusivas, mas os búlgaros sugeriram que se dirigissem na direção de Prevalje e Bleiburg, o que a coluna fez. Bleiburg estava localizada a cerca de quatro quilômetros a noroeste da fronteira da Áustria e da Iugoslávia. Partes das colunas que tinham proteção fraca ou nenhuma proteção foram atacadas pelos Partidários - em 12 de maio, o Politika publicou relatórios do Exército Iugoslavo sobre 15.700 prisioneiros de guerra em Maribor, Zidani Most, Bled, Jesenice e outros lugares. Em 13 de maio, relataram mais de 40.000 prisioneiros feitos perto de Rogaška Slatina, Celje, Velenje, Šoštanj, Dravograd e outros lugares. 
A coluna principal foi cercada pelo bolsão de Dravogrado. As Forças Armadas Croatas tinham posições de artilharia a uma distância linear de cinco quilômetros de Dravogrado ao sul e usavam obuseiros para disparar contra posições do Exército Iugoslavo. Na noite de 13 de maio, as unidades de infantaria de elite HOS, comandadas pelo general Rafael Boban, conseguiram romper o bloqueio partidário e a coluna moveu-se para oeste através de Ravne na Koroškem e Poljana em direção a Bleiburg.   Um grande número de soldados e civis croatas chegou ao campo de Bleiburg em 14 de maio.  O quartel-general da 38ª Brigada de Infantaria irlandesa foi estabelecido em Bleiburg,  tendo ocupado a cidade em 12 de maio,  enquanto o resto do 5º Corpo estava estacionado em Klagenfurt. 

## Rendição em Bleiburg

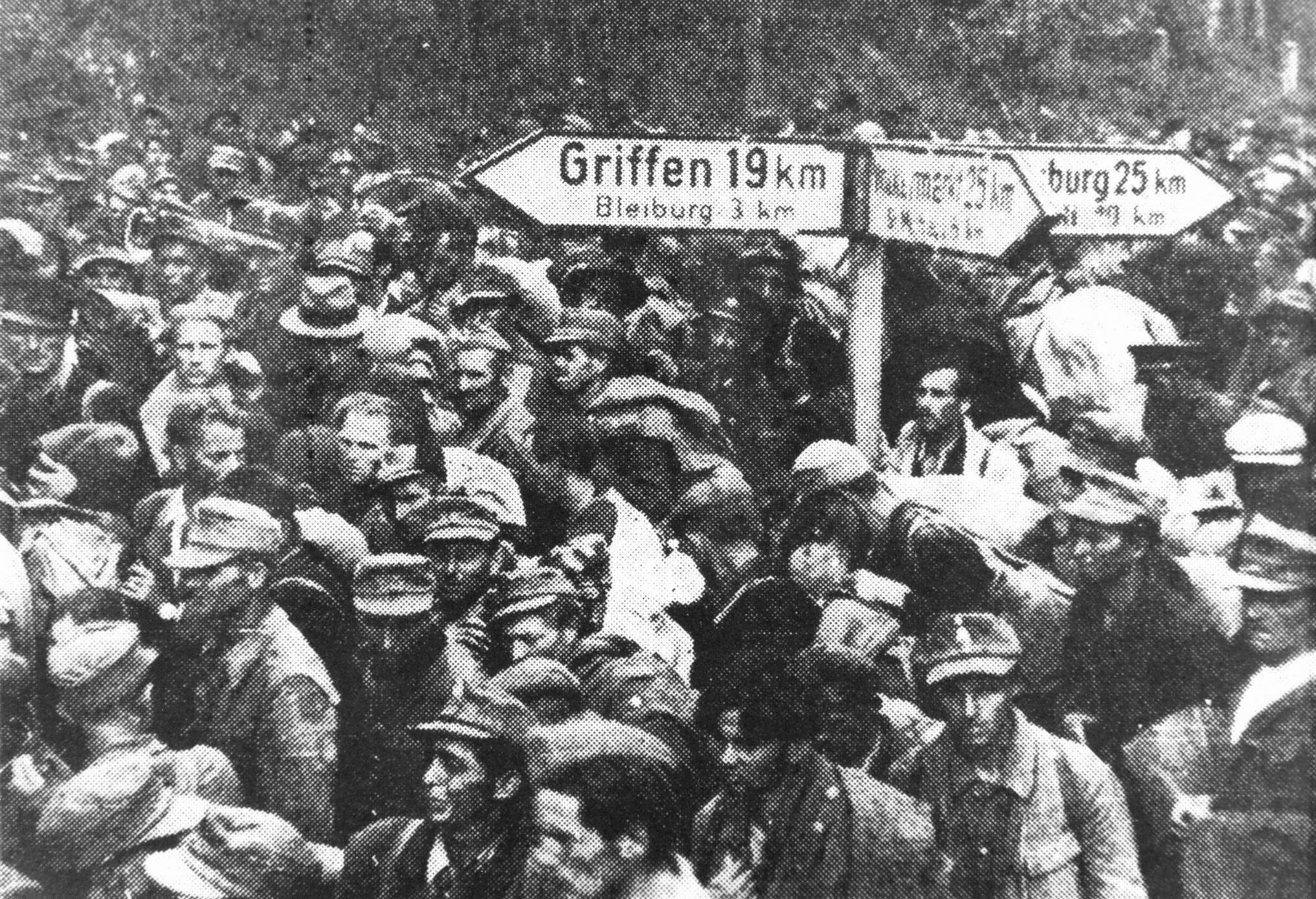
A coluna em retirada das Forças Armadas Croatas aproximando-se da cidade de Bleiburg em maio de 1945

O principal grupo de tropas HOS e civis croatas chegou ao campo de Bleiburg em 15 de maio. Eles eram os chefes das colunas de 45 a 65 quilômetros de comprimento, totalizando cerca de 25 mil a 30 mil pessoas.   O grupo incluía vários ramos do exército NDH, incluindo a Força Aérea, HOS, e refugiados civis. A maioria deles acampou perto do aterro da ferrovia local. O Exército Nacional Montenegrino foi colocado a leste do aterro.  Cerca de 175 mil pessoas ainda estavam em território iugoslavo e se deslocavam em direção a Bleiburg.  As negociações entre representantes do HOS, do Exército Iugoslavo e dos britânicos foram realizadas no mesmo dia no Castelo de Bleiburg.  O negociador britânico foi o brigadeiro Thomas Scott da 38ª Brigada de Infantaria (irlandesa). O general de infantaria Ustaša, Ivo Herenčić, do V Corpo Ustaša, e um tradutor, o coronel Danijel Crljen, estiveram envolvidos nas negociações de rendição.  
Na tarde do mesmo dia, as forças croatas começaram a hastear bandeiras brancas em sinal de rendição. Os representantes partidários incluíam o major-general Milan Basta, o comissário político da 51ª Divisão da Voivodina, e o tenente-coronel Ivan Kovačič Efenka da 14ª Divisão de Ataque.  Os representantes militares do NDH tentaram negociar a rendição aos britânicos, mas foram instruídos a se render aos militares iugoslavos.  O Estado Independente da Croácia aderiu à Convenção de Genebra em 20 de janeiro de 1943 e foi por ela reconhecido como um "beligerante".
As forças partidárias da 51ª Divisão Voivodina do 3º Exército Iugoslavo e da 14ª Divisão Eslovena estabeleceram o controle tático sobre o campo de Bleiburg.  Milan Basta deu um ultimato aos negociadores do NDH - rendição incondicional dentro de uma hora, caso contrário eles os atacariam e não defenderiam as normas das convenções internacionais da Cruz Vermelha.   O ultimato de Basta foi prorrogado por mais quinze minutos, após os quais teve início uma rendição geral.  Basta deu a Scott garantias de que os prisioneiros seriam tratados com humanidade e que apenas "criminosos políticos" seriam julgados pelos tribunais. 

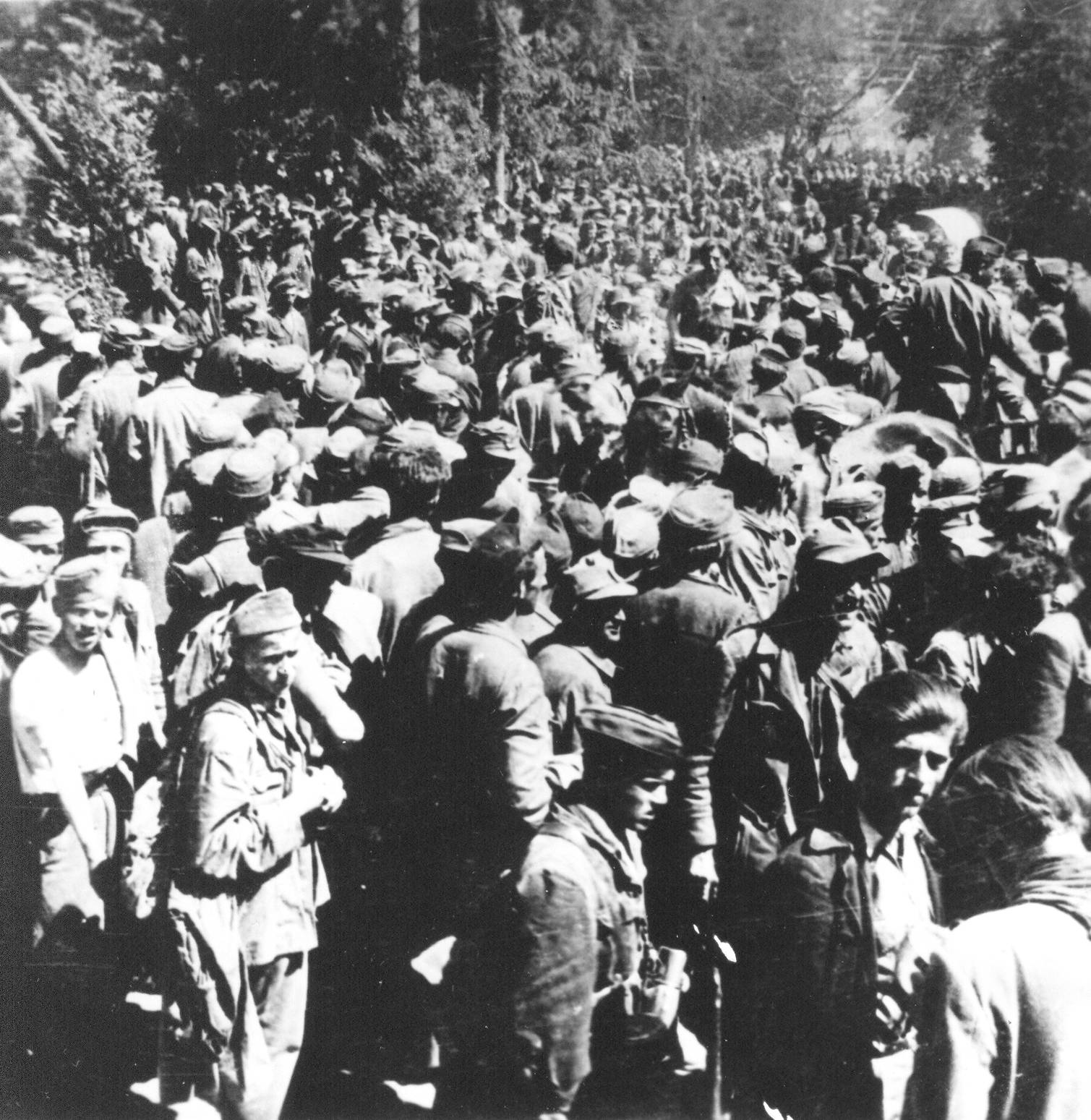
Prisioneiros de guerra do NDH em Bleiburg em 15 de maio de 1945, após a rendição

Os acontecimentos exactos após o termo do ultimato são a fonte da controvérsia original relativa às repatriações. Teodor Pavić, descrito como um "mensageiro" do NDH, escreveu que as forças partidárias começaram a metralhar a multidão no campo de Bleiburg com metralhadoras e a atirar neles individualmente.  Petar Brajović, um oficial iugoslavo, descreveu um tiro de metralhadora e morteiro de quinze a vinte minutos contra a coluna. Strle escreveu que o 3º Batalhão da 11ª Brigada "Zidanšek" e o 3º Batalhão da 1ª Brigada "Tomšič" estiveram envolvidos no incêndio, e seus registros registraram pelo menos 16 mortes, principalmente por tiros de metralhadora. Um soldado croata que sobreviveu, Zvonimir Zorić, escreveu sobre um massacre em Bleiburg.

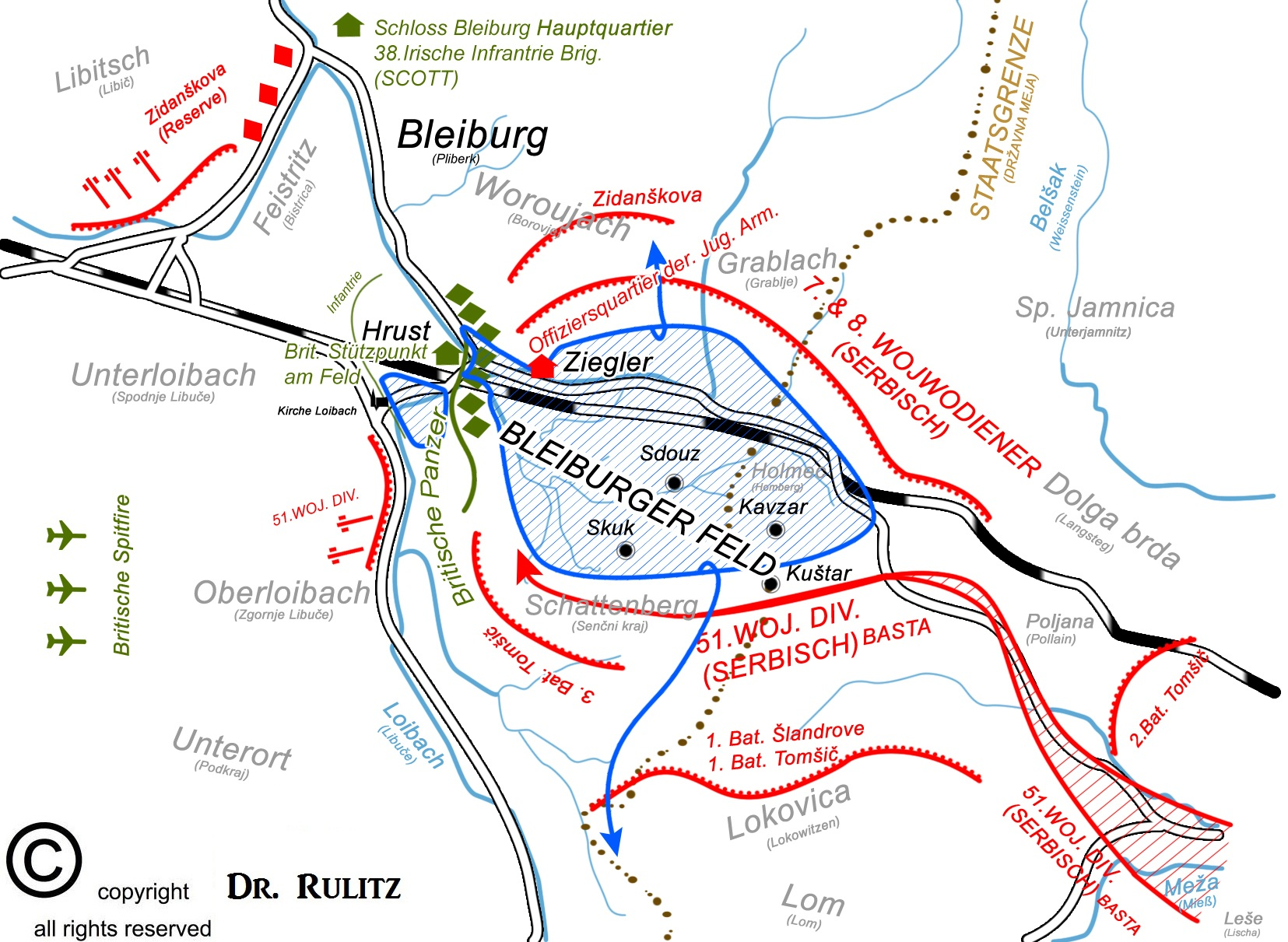
Representação esquemática da situação no campo de Bleiburg em maio de 1945

A ideia de um massacre no campo de Bleiburg foi promovida pelos remanescentes da Ustaša no exílio.  O historiador croata-americano Jozo Tomasevich observa que teria sido fisicamente impossível reunir todos os refugiados croatas em Bleiburg, portanto as tropas alemãs e croatas que se dizem terem se rendido "em Bleiburg" devem tê-lo feito em várias localidades, incluindo Bleiburg, e certamente não todos em Bleiburg. Considera impossível estabelecer o número exacto de soldados e civis que tentaram fugir para a Áustria e foram forçados a render-se aos Partidários, e sublinha que o número de vítimas foi inflacionado por fontes pró-Ustaše para fins de propaganda, enquanto fontes comunistas têm diminuído por razões semelhantes. A historiadora croata Martina Grahek Ravančić  escreveu que a extensão completa das baixas sofridas pela coluna NDH em Bleiburg no dia da rendição não foi descrita em nenhuma fonte disponível. Ela descreveu um curto ataque do Exército Iugoslavo à coluna como uma certeza, da mesma forma que houve vítimas, mas o número é desconhecido.
Strle e Milan Basta afirmaram que enquanto as forças Ustaša tentavam fazer um avanço no lado norte do vale, três tanques britânicos moveram-se para detê-los, resultando em várias vítimas. No entanto, apenas três croatas prestaram testemunhos que apoiavam a noção de que havia tanques britânicos nas proximidades da coluna, mas sem qualquer menção a tal incidente. Tomasevich escreve que este tipo de relatos não confirmados de envolvimento militar britânico, juntamente com os actos legítimos de repatriamento, foram posteriormente exagerados pelos apoiantes de Ustaša, particularmente na diáspora croata. Publicaram trabalhos tendenciosos que acusavam falsamente os britânicos de "fecharem os olhos" às ações dos guerrilheiros. 
Mais tarde, no mesmo dia, os generais do NDH Slavko Štancer, Vjekoslav Servatzy e Vladimir Metikoš supervisionaram a rendição aos guerrilheiros. Relatórios do exército britânico dizem que Štancer já havia sido capturado pelos guerrilheiros quando eles se desviaram da coluna em busca dos britânicos.  A rendição continuou durante vários dias e em vários locais; demorou até 21 de maio para Tito ordenar que os guerrilheiros se retirassem da Caríntia. 

## Outras repatriações da Caríntia
Várias outras repatriações ocorreram em outros lugares da Caríntia durante maio de 1945. O oficial de inteligência iugoslavo Simo Dubajić negociou com as forças britânicas sobre a organização da rendição e repatriação em outros lugares ao longo da fronteira entre a Iugoslávia e a Áustria.  A extradição de prisioneiros croatas dos campos de prisioneiros de guerra de Viktring e Krumpendorf, localizados ao norte do rio Drava, começou em 18 de maio. Os prisioneiros foram assegurados de que seriam transportados para a Itália. A repatriação ocorreu na vila de Rosenbach e na cidade de Eberndorf. Os transportes continuaram em 19 de maio, quando Rosenbach e Lavamünd, a nordeste de Bleiburg, foram usados como locais de extradição, enquanto alguns foram transportados para Bleiburg. Os internos do campo de Grafenstein também foram transportados. Outros milhares foram entregues nos dias seguintes, principalmente em Rosenbach e na estação ferroviária de Bleiburg. O último transporte ocorreu em 23 de maio, quando 800 prisioneiros croatas de Grafenstein foram levados de trem para Bleiburg. Os registros do diário de guerra britânico observam que as extradições de croatas terminaram em 24 de maio. 
Os transportes de sérvios e montenegrinos seguiram-se em 24 de maio, com três regimentos do Corpo de Voluntários Sérvios. A primeira repatriação de grupos maiores de prisioneiros eslovenos ocorreu em 27 de maio, juntamente com os restantes sérvios e montenegrinos. A repatriação dos eslovenos também ocorreu em Rosenbach ou Bleiburg, com exceção dos gravemente feridos que foram alojados num hospital em Klagenfurt.  Os eslovenos também foram informados pelos britânicos que seriam transportados para campos na Itália.  O último grupo esloveno foi entregue em 31 de maio. No dia seguinte, 2.700 civis eslovenos estavam programados para serem transportados para a fronteira, mas o transporte foi interrompido pelos britânicos devido a relatos de massacres na Iugoslávia. Todas as repatriações foram canceladas e foi decidido que apenas aqueles que quisessem regressar à Jugoslávia seriam transportados.  De acordo com uma estimativa do 5º Corpo britânico, um total de 26.339 pessoas foram extraditadas dos campos até 30 de maio, incluindo 12.196 croatas, 8.263 eslovenos, 5.480 sérvios e 400 montenegrinos.  
Na noite de 20 de maio, um grupo de tropas do NDH apareceu perto de Ferlach, localizado a aproximadamente 40 quilômetros (25 mi) a oeste de Bleiburg, e tentou estabelecer termos para sua passagem para o oeste. “Como os Ustaše não queriam se render”, diz o diário operacional do 2º Batalhão da 11ª Brigada de Assalto Dálmata Partidária, “nós os atacamos às 21h00. Nesta ocasião levamos 24 soldados Ustaše e um oficial”. As forças britânicas repatriaram cerca de 40.000 cossacos para a SMERSH da União Soviética, perto de Graz.  A repatriação dos cossacos para a União Soviética dos campos perto de Lienz começou em 28 de maio. 

## Postura dos Aliados
Na Conferência de Ialta, em 11 de Fevereiro de 1945, foi alcançado um acordo sobre o repatriamento de cidadãos dos estados signatários, os EUA, o Reino Unido e a URSS, para o seu país de origem. Como a Iugoslávia não era signatária, a repatriação de cidadãos iugoslavos não foi mencionada no acordo. Na época da retirada do Eixo da Iugoslávia ocupada, o 5º Corpo britânico do 8º Exército estava estacionado no sul da Áustria, que estava dentro da área de autoridade do Marechal de Campo Harold Alexander.  O Exército Iugoslavo alcançou o sul da Caríntia no início de maio e declarou-a parte da Iugoslávia. Isto causou relações tensas com os britânicos, que apoiavam uma Áustria independente nas fronteiras anteriores à guerra.   Devido à recusa iugoslava de se retirar da Caríntia austríaca, bem como da cidade italiana de Trieste, surgiu a possibilidade de um conflito armado entre as forças britânicas e os Partidários. 
Os Aliados Ocidentais não esperavam o movimento de um grande número de pessoas na área do 5º Corpo.  A retirada de grupos maiores de “forças anti-Tito” foi relatada por Ralph Stevenson, o embaixador britânico em Belgrado, em 27 de abril.  Não houve consenso entre as autoridades britânicas sobre como lidar com eles. Stevenson recomendou o seu internamento em campos em vez da repatriação.  O primeiro-ministro britânico, Winston Churchill, concordou com a sugestão de Stevenson como "a única solução possível".  O 8º Exército emitiu uma ordem em 3 de maio de que as forças do Eixo da Iugoslávia "serão consideradas pessoal rendido e serão tratadas em conformidade. A eliminação final desse pessoal será decidida nos níveis governamentais".  Até 14 de maio, os britânicos aceitaram a rendição de milhares de soldados e civis em retirada. 
Um relatório ao 5º Corpo de 13 de maio observou o movimento de centenas de milhares de pessoas em direção à Áustria. No dia seguinte, o 5º Corpo estimou que com a chegada das colunas a situação alimentar se tornaria crítica e citou número insuficiente de guardas para administrar a população.  Harold Macmillan, o ministro britânico residente no Mediterrâneo, recomendou a transferência imediata dos cossacos para a União Soviética. Em relação à coluna que se aproximava de Bleiburg, a brigada estacionada na cidade foi instruída a "mantê-la ao sul do Drava".  Brian Robertson, Diretor Administrativo de Alexander, emitiu uma ordem ao 8º Exército Britânico em 14 de maio para entregar todo o pessoal rendido do Eixo de nacionalidade iugoslava ao Exército Iugoslavo.  A ordem excluiu os Chetniks, que seriam transferidos para a Itália. As repatriações foram contestadas por Alexander Kirk, conselheiro político americano da Sede Suprema (SHAEF), que pediu conselho ao Departamento de Estado dos EUA. Joseph Grew, o subsecretário de Estado dos EUA, concordou com Kirk e instruiu-o a informar o Quartel-General das Forças Aliadas (AFHQ) sobre "violação da política anglo-americana acordada". 
O AFHQ contactou as autoridades jugoslavas em 15 de maio sobre a repatriação de "iugoslavos".  De acordo com as ordens recebidas até 15 de maio, o 5º Corpo rejeitou a rendição da coluna em Bleiburg. Ao mesmo tempo, o 5º Corpo iniciou negociações com representantes iugoslavos sobre a repatriação de outros prisioneiros de guerra e a retirada do exército iugoslavo da Caríntia. Foi alcançado um acordo para a retirada da Jugoslávia em 21 de Maio.  As repatriações começaram mais cedo, no dia 18 de maio. 
Um relatório de novembro de 1945 do Ministério das Relações Exteriores britânico observou que ainda não havia sido decidido em alto nível se os prisioneiros deveriam ser transferidos para a Iugoslávia.  Os comandantes britânicos locais receberam ordens imprecisas e contraditórias. Em 17 de maio, o Brigadeiro Toby Low, Chefe do Estado-Maior do 5º Corpo, ordenou que "todos os cidadãos iugoslavos atualmente na área do Corpo serão entregues às forças de Tito o mais rápido possível. Essas forças serão desarmadas imediatamente, mas NÃO serão informadas do seu destino".  Várias horas depois, chegou uma ordem de Alexandre para evacuar todos os prisioneiros iugoslavos para o norte da Itália.  No mesmo dia, Alexandre enviou um telegrama ao Estado-Maior Combinado, no qual escrevia que devolver os prisioneiros ao seu país de origem “poderia ser fatal para a sua saúde”. 
As instruções e disposições feitas pelos Aliados nos dias seguintes foram frequentemente conflitantes.  Duas instruções conflitantes do AFHQ chegaram em 23 de maio: a primeira era devolver os cidadãos iugoslavos da área do 8º Exército para a Iugoslávia, a menos que isso envolvesse o uso da força. A segunda instrução era que os cidadãos jugoslavos não deveriam ser devolvidos à Jugoslávia contra a sua vontade e que deveriam ser "transferidos para uma área de concentração adequada e examinados".  A confusão na linha de comando levou a uma série de reuniões entre os representantes do AFHQ e o 8º Exército. A conclusão das reuniões de 27 de Maio foi um apoio implícito à política de não informar os prisioneiros sobre o seu destino, de não uso da força e de que “não era sensato fazer qualquer interpretação adicional”.   As repatriações continuaram até 31 de maio, quando foram canceladas após o apelo do chefe do campo de Viktring e da Cruz Vermelha Britânica local. 
A repatriação apesar de saber que o repatriado seria morto foi tema de muitos debates posteriores.

## Marcha de volta

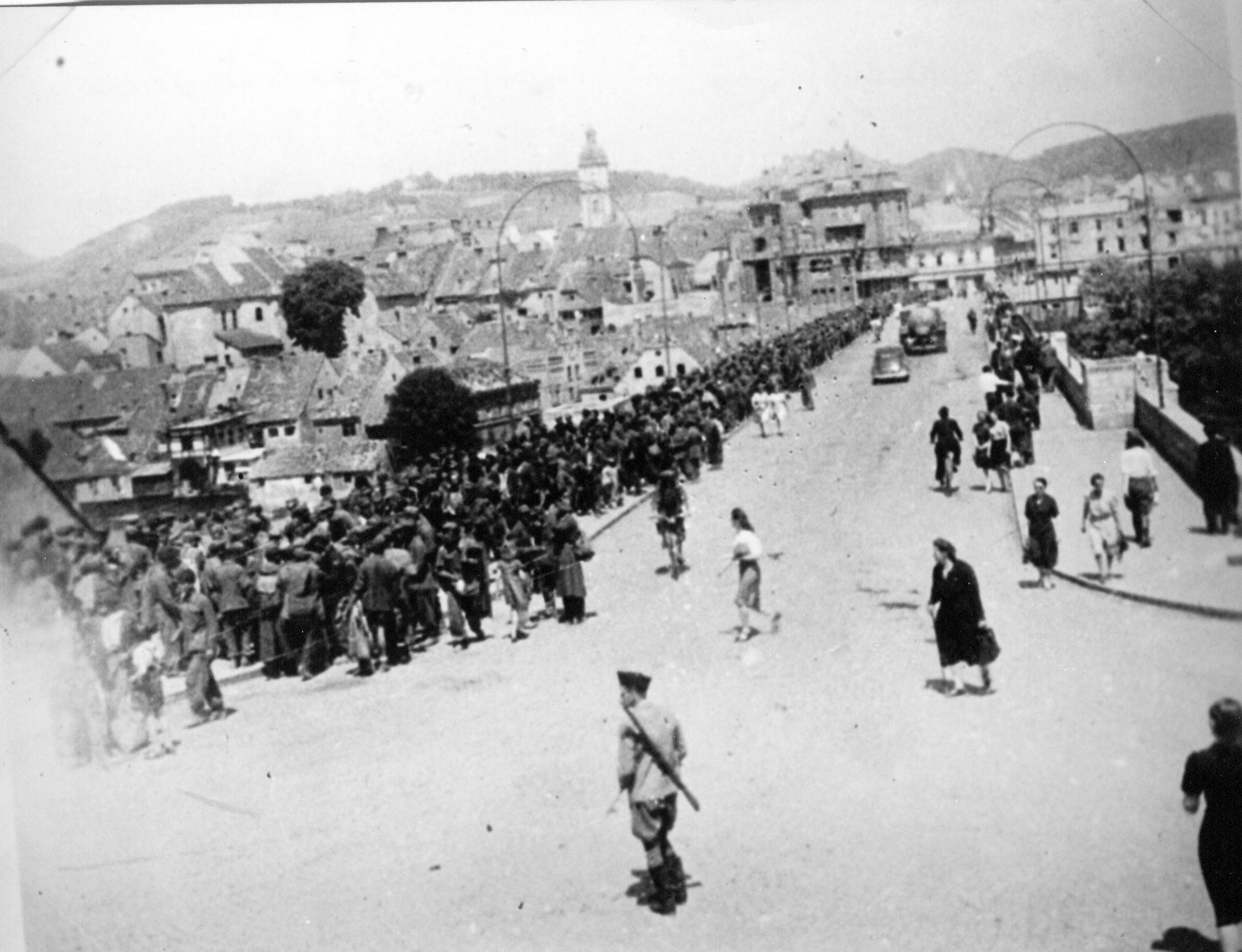
Prisioneiros de guerra em Maribor em marcha forçada

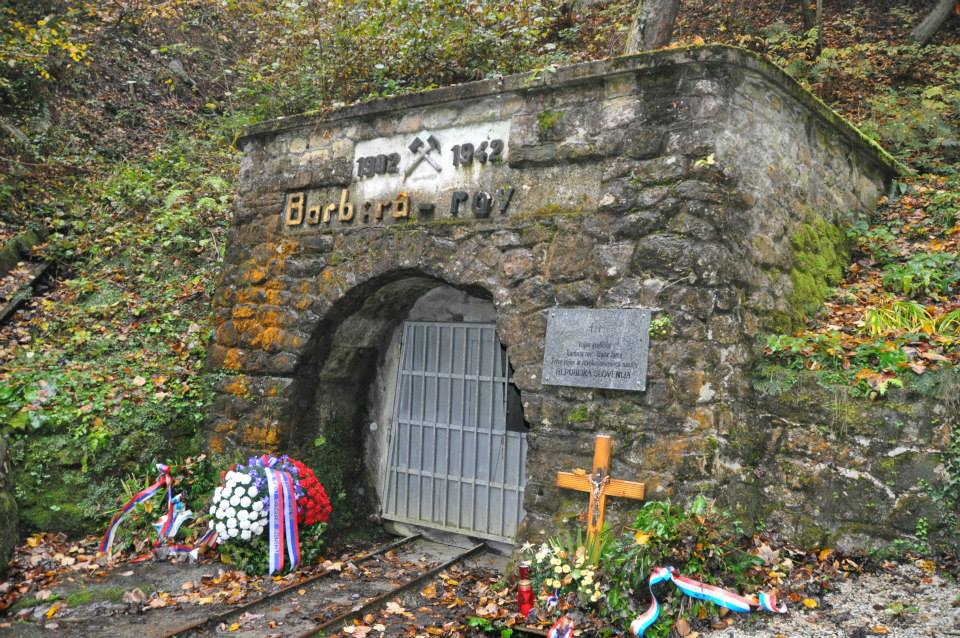
1.416 prisioneiros de guerra das Forças Armadas Croatas e da Guarda Nacional Eslovena foram executados no massacre de Barbara Pit

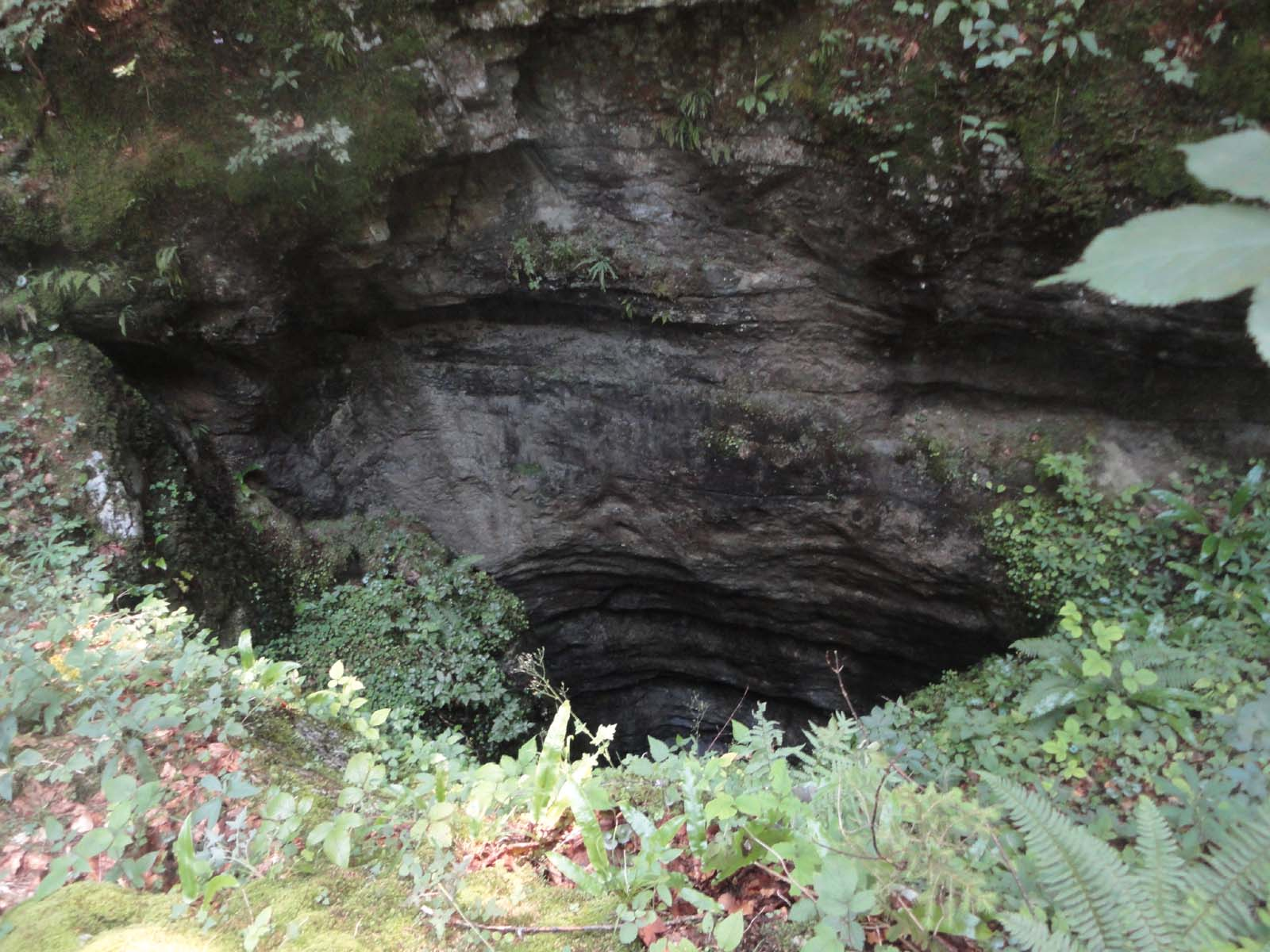
Milhares de prisioneiros foram jogados em cavernas e fossas no massacre de Kočevski Rog

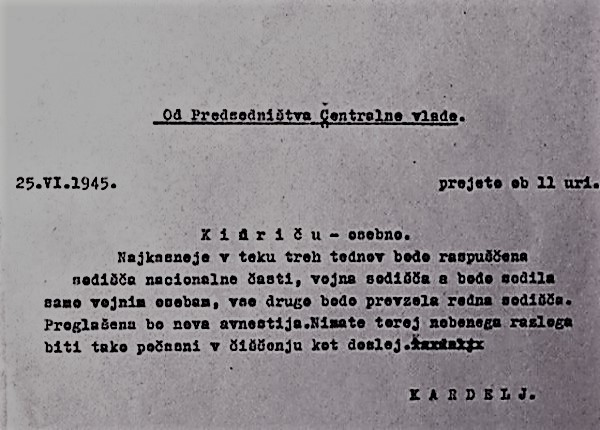
Despacho do vice-primeiro-ministro da Iugoslávia, Edvard Kardelj, para Boris Kidrič em junho de 1945: "Uma nova anistia será anunciada. Portanto, você não tem razão para conduzir a limpeza tão lentamente como faz atualmente."

Representantes do HOS do NDH aceitaram a rendição no dia 15 de maio, às 16h00. Após a conclusão da repatriação imediata dos soldados em Bleiburg, as forças iugoslavas começaram a desarmá-los e iniciaram os preparativos para o transporte dos prisioneiros de volta.  Um grande número de colunas de prisioneiros foram formadas em fileiras de quatro, que foram enviadas em marcha forçada pela Eslovênia. Devido à presença do Exército Britânico, o tratamento inicial dos prisioneiros foi correto.  No entanto, a situação piorou à medida que as colunas se afastaram da fronteira. Os prisioneiros não receberam comida ou água e seus objetos de valor foram saqueados. Aqueles que ficaram para trás foram baleados.  Logo começaram os assassinatos individuais e as execuções de grupos menores de homens. As colunas estavam em Dravograd direcionadas para Maribor ou Slovenj Gradec e Celje.  Em 17 de maio, os britânicos iniciaram a repatriação de internos croatas do campo de Viktring, principalmente membros do HOS. 
As colunas que marchavam em direção a Maribor, onde foram montados os campos de trânsito, moviam-se ao longo do rio Drava.  Durante a marcha, corpos puderam ser vistos flutuando no Drava e nas margens do rio.  Os primeiros prisioneiros chegaram a Maribor no dia 17 de maio e foram colocados em campos de trânsito. Outras colunas maiores chegaram nos dois dias seguintes. Nos campos, os prisioneiros eram classificados com base na unidade e no ano de alistamento.  Uma parte dos prisioneiros foi enviada em novas marchas ou transportada em trens para Celje e Zagreb. Os restantes foram levados em camiões para trincheiras antitanques em Tezno, perto de Maribor, com as mãos amarradas com arame, onde foram enfileirados e mortos. As matanças duraram vários dias até que as trincheiras ficaram cheias de cadáveres.  Um total de 1.179 corpos foram recuperados, com estimativas de que 15.000 pessoas podem ter sido mortas no massacre de Tezno,    em grande parte membros do HOS. Entre eles estavam também alguns membros do Exército Nacional Montenegrino e prisioneiros de guerra de outras unidades. 
Os prisioneiros enviados de Bleiburg para a cidade de Slovenj Gradec juntaram-se a um grande número de refugiados que ficaram presos na estrada Dravograd-Slovenj Gradec. Vários campos de trânsito foram instalados na cidade, onde os prisioneiros foram colocados e classificados. Cerca de 1.500 pessoas foram mortas na aldeia vizinha de Žančani. Os prisioneiros foram detidos apenas brevemente em Slovenj Gradec, principalmente um dia, antes de seguirem para Celje. Quem saísse da coluna para descansar ou beber água era baleado. Aqueles que estavam exaustos demais para continuar a marcha também foram baleados. Em Celje, a maioria dos presos foi colocada num pátio de futebol na periferia da cidade. O comando da 11ª Divisão Krajina do 1º Exército informou no dia 17 de maio que recebeu 30.000 prisioneiros. Trincheiras antitanque perto do rio Sava e na área de Bukovžlak foram usadas para execuções.  Os prisioneiros foram mortos de várias maneiras; numa ocasião, cerca de 100-200 foram trancados num reservatório de água fechado. A água foi então liberada lentamente até que todos se afogassem.  
Uma coluna de 40.000 pessoas, composta principalmente por soldados croatas, mudou-se de Celje para Zidani Most em 18 de maio. Uma parte dos cativos foi separada ali, conduzida para as florestas próximas e morta.  A coluna chegou a Samobor em 20 de maio.  Eles não receberam comida durante a viagem, mas os moradores locais deixaram comida e água para eles na estrada. Os prisioneiros foram colocados em vários campos e prisões menores na cidade, onde as seleções foram feitas novamente. A maioria dos prisioneiros eram de Samobor, enviados para Zagreb e conduzidos pela cidade a pé. Trens com prisioneiros de outras localidades, principalmente de Maribor, também chegavam a Zagreb. Os campos de trânsito da cidade não eram adequados para acomodar um grande número de pessoas, por isso muitos prisioneiros foram colocados em pátios. Os acampamentos eram cercados por cercas de arame, atrás das quais os cidadãos se reuniam, trazendo alimentos ou em busca de parentes e amigos.  Um dos maiores campos da região ficava em Prečko. Os prisioneiros recebiam comida lá, embora não regularmente. Cerca de 50 morreram de fome e doenças.  Aleksandar Ranković, o chefe do serviço de inteligência, estava insatisfeito com o ritmo das execuções em Zagreb e enviou uma carta à filial croata da OZNA, exigindo maior determinação.  Seguiu-se um número crescente de prisões de cidadãos de Zagreb durante junho e julho de 1945. 
A repatriação de internos eslovenos e sérvios de Viktring começou em 24 de maio.  Os transportes de cerca de 11.000 guardas nacionais eslovenos e 600 civis eslovenos foram feitos em duas direções: de Rosenbach, na Áustria, para Jesenice, que foram então presos em campos de internamento em Kranj, Škofja Loka ou Šentvid, e de Bleiburg para Celje, onde fica o campo de Teharje. foi localizado. Os prisioneiros foram espancados e muitos foram mortos no caminho. O transporte e as liquidações foram realizados pelo Corpo de Defesa Popular da Iugoslávia (KNOJ) e pelo Departamento de Proteção Popular (OZNA).  Os internos do campo de Šentvid foram levados para a região de Kočevje, onde milhares foram mortos e eliminados em cavernas, fossas e ravinas no massacre de Kočevski Rog. Os internos do campo de Teharje foram mortos nas proximidades e nas cavernas e minas circundantes, incluindo a mina de carvão Barbara Pit.  Dos 5.000 guardas nacionais eslovenos trazidos para Teharje, quase todos estavam mortos em agosto de 1945.  800 guardas nacionais eslovenos e civis foram executados em Podutik, perto de Ljubljana.  Os corpos em decomposição no local contaminaram o abastecimento de água de Liubliana, então um grupo de prisioneiros de guerra alemães recebeu ordens de transferir os corpos para uma nova vala comum. 
O OZNA informou que o principal movimento de colunas de prisioneiros da Eslovénia e da fronteira austríaca foi realizado até 8 de Junho. A maioria das colunas chegou ao seu destino onde estavam localizados os campos permanentes, 12 dos quais na Croácia e 11 na Voivodina. Segundo o relatório, havia um total de 175.922 presos.  Em 25 de junho, o vice-primeiro-ministro da Iugoslávia, Edvard Kardelj, enviou um despacho ao primeiro-ministro esloveno Boris Kidrič, solicitando-lhe que acelerasse as liquidações, uma vez que uma amnistia geral será aprovada em breve.  O decreto "sobre anistia geral e perdão" para os chetniks, a Guarda Estatal Sérvia, a Guarda Interna Croata e Eslovena e as milícias albanesa e muçulmana, foi adotado em 3 de agosto.  De acordo com um relatório de fevereiro de 1946, 41.320 prisioneiros foram anistiados com base nesta decisão.  Todos aqueles que foram libertados dos campos tiveram de contactar as autoridades locais. Alguns enfrentaram julgamentos e sentenças de prisão ou trabalhos forçados. Outros estavam sob vigilância do KNOJ e da polícia secreta. Em 2 de março de 1946, o Comando Supremo do Exército Iugoslavo ordenou a libertação de "todas as nacionalidades iugoslavas - membros de formações militares inimigas, exceto aqueles contra os quais foram iniciados processos criminais".  Os campos de internamento e de trabalhos forçados continuaram a funcionar nos anos seguintes.  Os expurgos que começaram no final da guerra continuaram até o início da década de 1950. 

## Censura e consequências
Os acontecimentos que se seguiram à guerra foram censurados na Iugoslávia. As valas comuns foram ocultadas ou destruídas, de acordo com uma ordem do Ministério Federal do Interior de 18 de maio de 1945.  Os familiares das vítimas enfrentaram perseguições e foram tratados como grupos de segunda classe.  Até a década de 1950, havia controles fronteiriços rigorosos na Iugoslávia, mas dezenas de milhares de pessoas emigraram ilegalmente. 
Não foi possível visitar os túmulos localizados na Iugoslávia, então Bleiburg, na Áustria, tornou-se o principal local onde os emigrantes políticos, sobreviventes ou familiares das vítimas poderiam se reunir e realizar uma comemoração.  A primeira comemoração nos campos de Bleiburg foi em 1952, no Dia de Todos os Santos. Desde então, a Guarda Honorária de Bleiburg (Počasni bleiburški vod), uma associação fundada por emigrantes croatas, organizou um evento comemorativo anual, juntamente com a Igreja Católica na Caríntia. O consulado iugoslavo em Klagenfurt enviou protestos diplomáticos ao governo austríaco, mas as comemorações nunca foram proibidas pela Áustria.   A comemoração foi vista como uma provocação pela Iugoslávia. Símbolos croatas proibidos foram exibidos abertamente e chamaram a atenção para os assassinatos do pós-guerra que as autoridades iugoslavas negaram.  Os acontecimentos de Bleiburg também foram usados como uma ferramenta para o revisionismo histórico e o foco do ressentimento colectivo por parte do restante dos Ustaše e dos seus apoiantes. O número de vítimas foi inflado artificialmente.

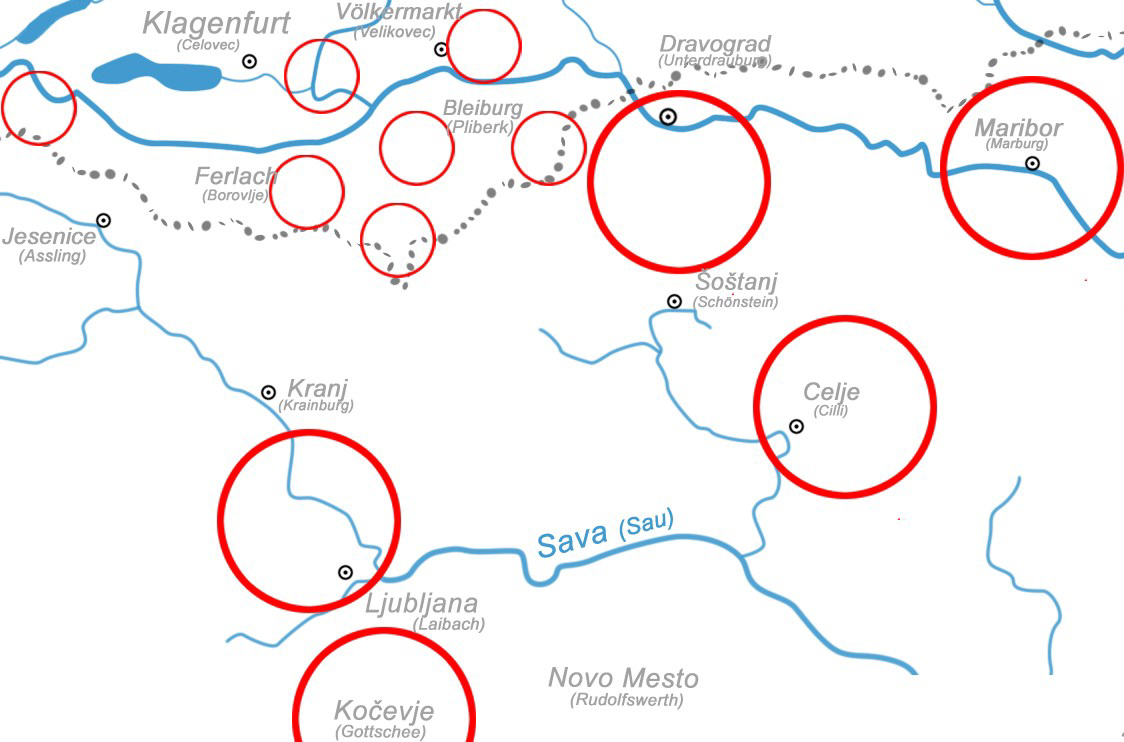
Locais na Áustria e na Eslovênia, um dos assassinatos em massa de maio e junho de 1945

A Administração de Segurança do Estado Iugoslavo (UDBA) monitorou as atividades dos participantes do evento comemorativo e conduziu uma série de ataques aos seus organizadores. Durante a cerimônia de 1966, uma bomba explodiu em uma pousada rural em Loibach, mas nenhum dos presentes ficou ferido. Nikica Martinović, presidente da Guarda Honorária de Bleiburg, foi assassinada pela UDBA em Klagenfurt em 1975. No ano seguinte, uma bomba foi encontrada em frente à taberna de Mirko Karačić, também membro da Guarda Honorária de Bleiburg. Apesar das ameaças e ataques, a comemoração continuou a ser realizada anualmente até a dissolução da Iugoslávia. 
Encontros e comemorações também foram realizados em outros países. Em 1960, na comemoração do 15º aniversário realizada em Cleveland, o Comitê de Pesquisa da Tragédia de Bleiburg foi fundado por emigrantes croatas.  Em 1961, a comemoração em Cleveland contou com a presença do congressista norte-americano Michael A. Feighan. O cônsul iugoslavo em Pittsburgh, Ivan Mirošević, protestou contra isso e solicitou a proibição da reunião. Feighan criticou o cônsul e Josip Broz Tito durante seu discurso na comemoração. Mirošević foi expulso dos EUA por causa dos seus comentários.  Em 1965, comemorando o 20º aniversário, o senador norte-americano Frank Lausche condenou os assassinatos do pós-guerra na Iugoslávia.  Organizações de emigrantes croatas na Alemanha e nos EUA solicitaram uma investigação da Cruz Vermelha sobre valas comuns, o que foi rejeitado pela Iugoslávia. 
Em 1976, um monumento de mármore foi erguido no cemitério de Unter-Loibach e em 1987, um monumento foi erguido no campo de Bleiburg com a inscrição "Em honra e glória do exército croata caído, maio de 1945" em croata e alemão. O monumento tinha o brasão croata e a estrela islâmica e o crescente gravados. 

### Investigações de valas comuns

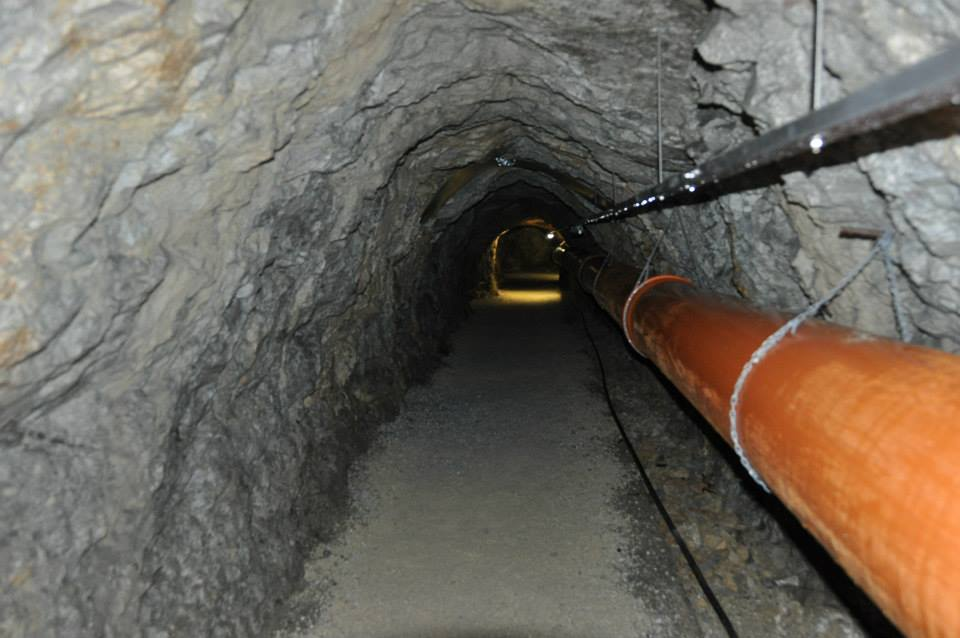
Interior do Poço de Barbara perto de Huda Jama, Eslovênia, descoberto em março de 2009

As discussões sobre os massacres do pós-guerra foram proibidas na Jugoslávia, pelo que as investigações sobre os locais das valas comuns começaram apenas na década de 1990, após a queda do comunismo.  Em 1992, 1.163 corpos foram escavados em 23 valas comuns nas florestas de Macelj, deixando cerca de 130 possíveis locais de valas comuns inexplorados. Em 2002, o governo esloveno criou o Comitê Governamental para a Resolução de Questões sobre Valas Comuns Secretas, com a atribuição de "registo de dados sobre o número e localização das valas comuns" após o fim da Segunda Guerra Mundial. 
As valas comuns de Tezno, perto de Maribor, foram descobertas em 1999, durante a construção de uma autoestrada. 1.179 cadáveres foram escavados em uma parte da trincheira de 70 metros de comprimento. Em 2007, a Comissão sobre Valas Comuns Ocultas na Eslovênia, fundada em 2005, analisou toda a trincheira de Tezno e encontrou restos humanos numa extensão de 940 metros, que se estima conterem os restos mortais de cerca de 15.000 vítimas.  Em 2009, o Poço Barbara perto de Huda Jama, na Eslovênia, foi descoberto e 726 restos mortais foram exumados em dezembro de 2009.  No mesmo ano, foram descobertas mais fossas em dois locais perto da fronteira entre a Croácia e a Eslovénia, um perto da aldeia de Harmica e outro perto de Gornji Hrašćan, estimados em conterem, em conjunto, cerca de 4.500 corpos.
Em meados de 2008, 581 sepulturas ocultas foram registadas pela Comissão Eslovena de Sepulturas Coletivas Ocultas. O número aumentou para mais de 600 túmulos em 2010. A comissão estima que existam cerca de 100 mil vítimas nessas sepulturas só na Eslovénia.  Ao contrário da Eslovênia, não houve qualquer investigação séria sobre valas comuns na Croácia por parte do governo croata.  Em 1991, o Parlamento Croata criou a Comissão para Determinação das Vítimas da Guerra e do Pós-guerra. A comissão iniciou seus trabalhos em 1994, mas foi extinta em 2002, sem nenhuma contribuição significativa para a pesquisa. 

### Número de vítimas
O número exato de mortes nas marchas forçadas e nos campos após o fim da guerra é difícil de determinar.  Geiger escreve que o número de vítimas relacionadas a Bleiburg, fornecido na literatura, varia principalmente de 50.000 a 200-250.000.  Outros historiadores também citam estimativas de 20.000 a 40.000, enquanto observam que os escritores pró-Ustaše aumentam as baixas croatas, e que muitas estimativas não são baseadas em listas de vítimas individuais, tornando-as assim não confiáveis. 
As estimativas sobre o número de vítimas foram fornecidas pela primeira vez na literatura de emigrantes, variando entre 100.000 e 600.000 mortes, principalmente com base em relatos de testemunhas oculares.  O dissidente iugoslavo Milovan Đilas escreveu em 1977 que o número é superior a 20.000, mas não excedeu 30.000.  Em 1989, o historiador Franjo Tuđman, que na época de Bleiburg era um representante croata no Quartel-General Supremo do Exército Jugoslavo, e mais tarde se tornou o primeiro presidente da Croácia, estimou o número de vítimas relacionadas com Bleiburg em 35.000 a 40.000,  e escreveu sobre o "mito de Bleiburg", afirmando que as estimativas de centenas de milhares de vítimas eram muito exageradas.  Tuđman citou relatos dos Aliados de que em 1º de junho de 1945, um total de 26.399 membros das "forças traidoras iugoslavas" haviam sido entregues de Bleiburg e outras partes da Áustria às novas autoridades (mais tarde um total de 29.792 prisioneiros), dos quais 12.196 foram Croatas, 5.480 sérvios, 8.263 eslovenos e 400 montenegrinos. Os acontecimentos também foram discutidos em Novembro de 1945, quando Stalin mencionou, numa conversa com o líder comunista polaco Władysław Gomułka, que os guerrilheiros jugoslavos tinham fuzilado 14.000 dos cerca de 34.000 prisioneiros croatas.
Tomasevich escreve que, para fins de propaganda, os escritores Ustaše e pró-Ustaše procuraram maximizar o número de vítimas croatas de Bleiburg, ao mesmo tempo que minimizavam as vítimas judias, sérvias, ciganas e croatas antifascistas dos Ustaše. Ele afirma que muitos colaboracionistas morreram nas intensas batalhas finais, quando se recusaram a render-se, mesmo após a rendição da Alemanha. Ele observa que as fontes Ustaše não poderiam saber o número de forças em fuga, o número que morreu nas batalhas finais, o número de capturados, etc., e não fornecem tais detalhes, nem mesmo as unidades envolvidas. Assim, as estimativas das vítimas de Bleiburg estão sujeitas a grandes erros.  Macdonald também cita os esforços de escritores croatas radicais para aumentar o número de vítimas croatas de Bleiburg para centenas de milhares, semelhante à forma como os escritores nacionalistas sérvios aumentam o número de vítimas de Jasenovac.
Na década de 1990, o demógrafo croata Vladimir Žerjavić conduziu a primeira investigação sistemática, baseada em estimativas demográficas.  Assim, Žerjavić escreveu que as estimativas de emigrados croatas extremos de 300.000 vítimas croatas de Bleiburg foram claramente exageradas, uma vez que os seus dados demográficos mostram um total de 170.000 vítimas croatas da Segunda Guerra Mundial, em todos os lados. Žerjavić escreve que, ao contrário de Jasenovac, nenhuma lista de vítimas estava disponível para os colaboracionistas na altura. Assim, ele adivinhou 99.000 vítimas totais das forças armadas croatas e bósnias do NDH e, em seguida, observou que "é muito difícil avaliar qual porcentagem deles morreu durante a guerra, mas se estimarmos 50%, isso significa perdas [croatas e bósnias] relacionadas a Bleiburg pode chegar a cerca de 50.000." Ele observou que a grande maioria dos civis capturados foi libertada, portanto as vítimas de Bleiburg eram principalmente membros das forças armadas do NDH. Das estimadas 45.000 vítimas croatas, Žerjavić afirma que 11.600 perderam a vida nas batalhas finais antes da rendição e 33.300 após a rendição. Em um trabalho de 1992, Žerjavić estimou um total de 57.000 a 65.000 vítimas de todas as nacionalidades,   incluindo 45.000 a 55.000 croatas e bósnios, 8.000 a 10.000 eslovenos e 2.000 sérvios e montenegrinos.  Em 1995, ele segmentou as perdas croata-bósnios em 45.000 croatas e 4.000 bósnios, e mais 4.000 croatas e 2.000 bósnios em "limpezas individuais" de 1945 a 1947. 
Geiger observa que há investigadores que insistem que o número de vítimas só pode ser determinado através de nomes individuais e, portanto, levantaram sérias objecções às estimativas estatísticas de Žerjavić, afirmando que estas são insuficientes e pouco fiáveis na determinação do número de mortes.  Žerjavić escreve que tinha dados do censo iugoslavo de 1964 sobre vítimas individuais de ocupantes e colaboradores, portanto, suas estimativas dessas vítimas são amplamente confirmadas por nomes individuais. No entanto, ele não tinha listas de vítimas do lado colaboracionista, tal como não tinha listas de vítimas individuais para a guerra da década de 1990 na Bósnia, quando estimou um total de 215.000 vítimas, incluindo 30.000 croatas. Mais tarde, o Centro de Investigação e Documentação com sede em Sarajevo construiu uma base de dados de 101.040 vítimas individuais, incluindo 8.403 croatas. Estes números são agora amplamente aceites como os mais fidedignos, indicando que sem os dados individuais das vítimas, que também faltavam para Bleiburg, Žerjavić sobrestimou enormemente as vítimas da Guerra da Bósnia, com a maior sobrestimação para as vítimas croatas.
Em 1991, o governo croata criou a Comissão para Determinar as Vítimas do Tempo de Guerra e do Pós-guerra da República da Croácia, liderada pelo vice Vukojević, membro da Guarda de Honra de Bleiburg, que afirmava que os judeus comandavam o campo de extermínio de Ustaše Jasenovac . A Comissão concentrou-se selectivamente na documentação das vítimas croatas do lado do NDH, uma vez que não foram registadas em censos de vítimas jugoslavos anteriores.  Em 1999, a comissão publicou dados listando 13.300, na sua maioria croatas da Croácia e da Bósnia e Herzegovina, que perderam a vida relacionados com Bleiburg.  83% deles eram membros das forças armadas do NDH, incluindo 5.503 Ustaše, 3.101 Guardas Internos Croatas e 2.492 membros não classificados das Forças Armadas Croatas. Os 2.204 restantes foram listados como “outros ou não identificados”. Os dados sobre pessoas “mortas fora de combate” não são categorizados por ano de morte. A comissão citou que, de acordo com estimativas eslovenas, houve cerca de 190.000 vítimas nas sepulturas só na Eslovénia (Mitja Ferenc, responsável pela descoberta de sepulturas do pós-guerra na Eslovénia, afirmou mais tarde que o número de vítimas é inferior a 100.000, nas dezenas de milhares)  A comissão foi dissolvida em 2002, e nenhuma pesquisa governamental adicional foi conduzida. 
Ivo Goldstein observa que os dados detalhados de Bleiburg da Comissão Croata nunca foram publicados, nem foram prometidos dados sobre as vítimas croatas de projetos semelhantes do Instituto Histórico Croata (HIP), da Igreja Católica e outros. Embora listas de vítimas tenham sido publicadas para algumas subáreas, elas contêm muitos erros, incluindo listar como vítimas croatas da Segunda Guerra Mundial pessoas que morreram naturalmente décadas depois. As listas também mostram que quase todas as vítimas croatas de Bleiburg eram membros das forças armadas, sem filhos e apenas uma mulher (por ajudar as guerrilhas Ustaše do pós-guerra), contradizendo assim os direitistas croatas, que afirmam que civis, mulheres e crianças foram os alvos. Isto difere de Jasenovac, onde a maioria das 83.145 vítimas nomeadas são mulheres e crianças. Goldstein afirma que, tendo em conta as 13.300 vítimas listadas de Bleiburg (algumas sem dúvida mortas em batalhas antes da rendição), pode ser altura de rever para baixo a estimativa de Žerjavić de 45.000 a 55.000 vítimas croatas e bósnias de Bleiburg. 
As comissões governamentais na Eslovénia publicaram dados mais completos.  Em 2005, o governo esloveno criou a Comissão sobre Valas Comuns Ocultas na Eslovênia. A comissão estima que existam cerca de 100 mil vítimas de todas as nacionalidades nas sepulturas da Eslovénia.  O Instituto de História Contemporânea de Liubliana lançou um projecto de investigação para estabelecer o número de vítimas durante e após a Segunda Guerra Mundial na Eslovénia. Em 2008, os seus dados mostram que 14.274 eslovenos foram mortos na "violência do pós-guerra na Eslovénia", que inclui vítimas não pertencentes a Bleiburg. O número inclui 12.431 guardas nacionais eslovenos e 1.076 civis.  De acordo com dados publicados pelo historiador esloveno Vida Deželak Barič em 2014, houve um total de 14.999 vítimas eslovenas de assassinatos no pós-guerra, incluindo 12.101 prisioneiros de guerra colaboracionistas eslovenos, 2.199 civis e 547 com estatuto desconhecido. Isto inclui vítimas não relacionadas com Bleiburg. Deželak Barič listou entre as vítimas civis todas as 529 vítimas da minoria alemã, que ela observa que desempenharam um papel proeminente na germanização forçada pelos nazistas e em outros atos repressivos contra os eslovenos. 
Em abril de 2008, a Presidência Eslovena do Conselho da União Europeia organizou a Audiência Pública Europeia sobre Crimes Cometidos por Regimes Totalitários, e o documento resultante incluiu várias pesquisas, incluindo a de Mitja Ferenc, anotando dados oficiais sobre 3.986 valas conhecidas em tempos de guerra e valas comuns na Eslovênia desde a Segunda Guerra Mundial,  Milko Mikola, indicando que as vítimas foram executadas em massa sem julgamento,  e Jerca Vodušek Starič que escreveu sobre supostos assassinatos em massa após a libertação da Eslovênia e da Croácia em maio de 1945: "É é impossível saber o número exato dos liquidados. Hoje o número chega a 14.531 eslovenos e uma estimativa [de] 65.000 a 100.000 croatas. Entre eles também estavam civis." Em 2011, Mitja Ferenc, responsável pela descoberta de sepulturas do pós-guerra na Eslovénia, afirmou que "em relação às vítimas há apenas uma estimativa, eu próprio penso que são menos [de 100.000], quantas não sei sei. Certamente algumas dezenas de milhares "e que" desde o final da guerra até janeiro de 1946, cerca de 14.000 eslovenos foram assassinados. Entre eles estavam cerca de 1.100 civis; ."
Nos casos em que as estimativas puderam ser verificadas posteriormente, estas revelaram grandes sobrestimações. Assim, depois de terem sido recuperadas inicialmente 700 vítimas de Barbar Pit (Huda Jama), o presidente da Comissão Eslovena sobre Valas Comuns Ocultas, Jože Dežman, afirmou que mais de 5.000 vítimas foram enterradas ali. No final, um total de 1.416 vítimas foram recuperadas. Goldstein observa que Mitja Ferenc superestimou de forma semelhante as vítimas restantes em Barbara Pit por um fator de 3 vezes, e questiona as estimativas de Ferenc em Tezno, uma vez que Ferenc usou a mesma metodologia para estimar 15.000 vítimas em Tezno, com base em um total de 1.179 cadáveres recuperados. 
Grahek Ravančić afirma que a pesquisa de Žerjavić é aceita na maior parte da literatura relacionada.  Por outro lado, Geiger observa que os investigadores levantaram sérias objecções aos métodos estatísticos de Žerjavić, afirmando que todas essas estimativas que não se baseiam em listas de vítimas individuais não são fiáveis.  Ewa Tabeau também criticou a metodologia de Žerjavić quando estimou 215.000 vítimas da Guerra da Bósnia, em comparação com estimativas posteriores de cerca de 100.000, um número agora amplamente aceite. Jozo Tomasevich usou as estimativas de Žerjavić de 70.000 mortos, ligados a Bleiburg e Viktring.  O historiador croata Slavko Goldstein citou as perdas de 50.000 croatas e 20.000 sérvios, eslovenos e outros.  A historiadora croata Martina Grahek Ravančić considera o número total de vítimas em cerca de 80.000, uma vez que a pesquisa eslovena mostrou um número maior de mortes eslovenas do que a pesquisa de Žerjavić.  Por outro lado, Goldstein observa que a Comissão Croata da década de 1990 encontrou apenas 13.300 vítimas croatas de Bleiburg, contra a estimativa de Žerjavić de 45.000 vítimas croatas, e afirma que as estimativas de vítimas croatas de Žerjavić deveriam ser revisadas para baixo. Vladimir Geiger, que afirma que as estimativas estatísticas não são fiáveis, escreve que com base nessas estimativas estatísticas, um mínimo de 70.000 a 80.000 pessoas foram mortas.  O historiador suíço Michael Portmann comparou as estimativas, cálculos e listas de perdas humanas. Sua avaliação do número de mortos é de 80.000, "60.000 sob a palavra-chave "Bleiburg" e 20.000 sob a palavra-chave "Viktring" e "Kočevje"", de maio a agosto de 1945.  Para as perdas croatas, Portmann cita a estimativa de Žerjavić de 45.000 vítimas, enquanto para as perdas entre a minoria alemã na Eslovênia ele afirma 2.000 vítimas em apenas um campo, em comparação com um total de 111 desses vítimas em todos os campos eslovenos, conforme determinado pelos investigadores eslovenos. 
O historiador croata Ivo Goldstein, no seu livro Croácia 1918-2008, postulou que a documentação contemporânea apoia a existência de até 116 mil soldados do NDH e até 60 mil civis croatas nas colunas principais através da Eslovénia. Além disso, numa rota separada estavam cerca de 17.000 membros da Guarda Nacional Eslovena, do Corpo de Voluntários Sérvio, Chetniks e algumas unidades militares mais pequenas do NDH, juntamente com cerca de 10.000 civis eslovenos. O historiador croata Zdravko Dizdar analisou as listas de vítimas publicadas e os materiais recolhidos pela Comissão Croata de 1992. Segundo ele, os dados mostram que 62 mil vítimas croatas do pós-guerra estão pessoalmente identificadas.  Geiger diz sobre os números de Dizdar que "embora estatisticamente possíveis, estas são obviamente estimativas aproximadas, pois [Dizdar] não indicou quais listas de vítimas e publicações foram consultadas, quantas mortes foram especificadas em listas individuais e como a verificação dos dados foi feita".  Grahek Ravančić diz que mais de 5.000 indivíduos nomeados estão listados em listas de vítimas croatas conhecidas relacionadas com Bleiburg. Ela observa que algumas listas de vítimas são "subjetivas" e algumas incluem todas as vítimas durante a guerra sem um ano e local de morte específicos, por isso "é difícil determinar o número de vítimas dessas listas que foram mortas como parte de Bleiburg".  Vários autores citam dezenas de milhares de mortos. Na literatura de emigrantes croatas, o número predominante é de 200.000 croatas mortos. 

## Legado
Durante décadas após os assassinatos, o governo da Iugoslávia sob Josip Broz Tito apresentou uma versão higienizada das repatriações que glorificava a causa comunista. Outros governos e historiadores comunistas repetiram estas narrativas, sendo que apenas a queda do comunismo na Europa Oriental trouxe finalmente uma imagem mais completa dos acontecimentos.

### Homenagens

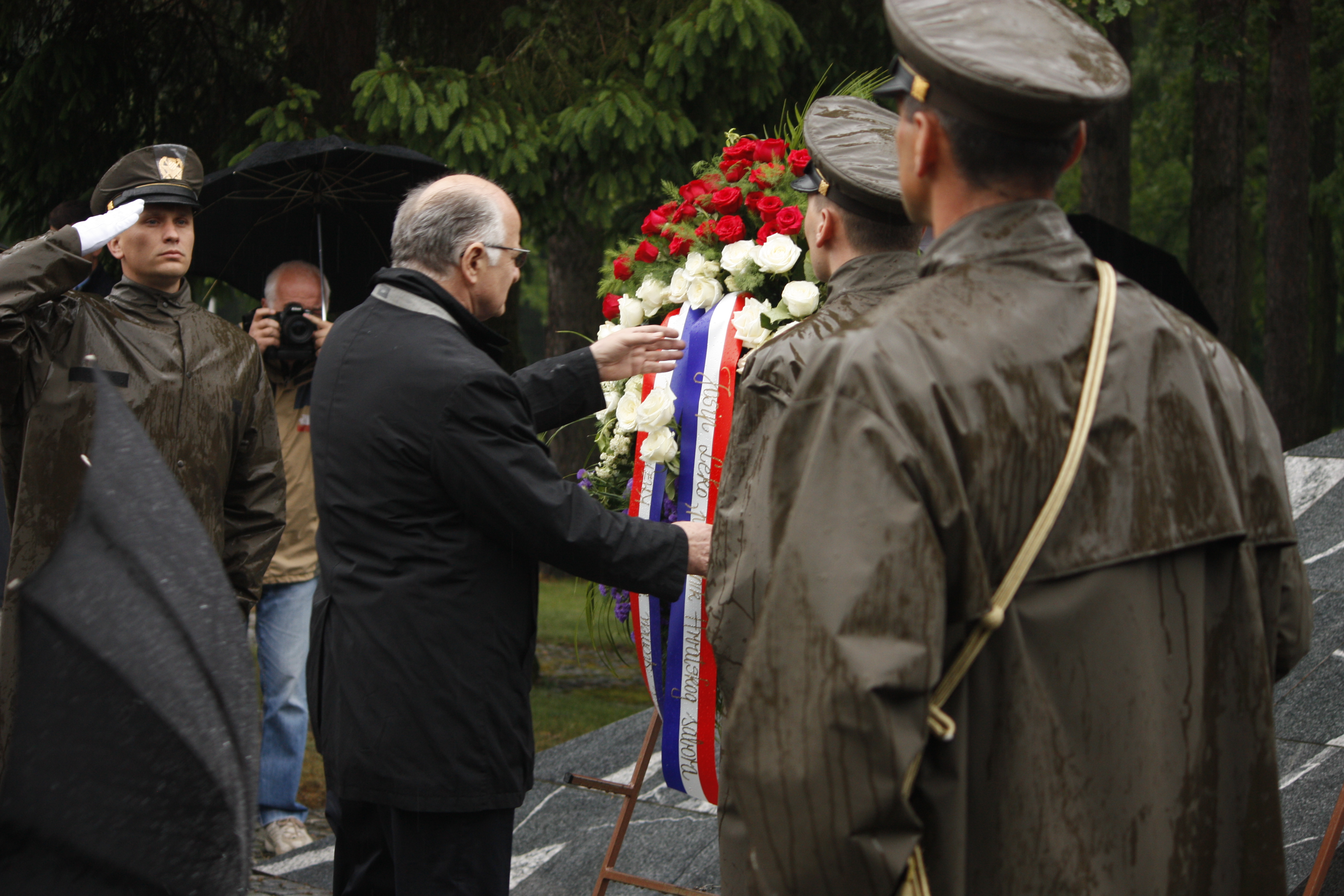
Josip Leko, então presidente do Parlamento croata, deposita uma coroa de flores no Memorial Tezno em maio de 2015

Com a transição para a democracia nas décadas de 1980 e 1990, cresceu o interesse em revelar informações sobre as repatriações de Bleiburg. Em maio de 1994, um Simpósio Internacional para Investigação da Tragédia de Bleiburg foi realizado em Zagreb e Bleiburg, onde vários autores discutiram as mortes em Bleiburg e estimaram-nas em dezenas de milhares. Posteriormente, foi publicado por Školska knjiga como Od Bleiburga do naših dana.
A República da Croácia, por um ato do Parlamento croata em 1995, começou a homenagear oficialmente as vítimas em Bleiburg, numa altura em que Franjo Tuđman e a União Democrática Croata (HDZ) estavam no poder. Mais recentemente, à medida que os eventos comemorativos se tornaram menos políticos, os radicais foram largamente marginalizados e o foco da comemoração voltou-se para as verdadeiras vítimas das repatriações. Muitos políticos de alto escalão e clérigos católicos e muçulmanos visitam o local de Bleiburg anualmente. O primeiro-ministro Ivica Račan visitou o local em 2002. O primeiro-ministro Ivo Sanader visitou o local em 2004. Nas comemorações do 60º aniversário em 2005, uma grande multidão esteve presente, com discursos do presidente parlamentar croata Vladimir Šeks e do chefe da Comunidade Muçulmana da Croácia, Mufti Ševko Omerbašić. Em 2007, um novo altar foi instalado no local e inaugurado pelo Cardeal Josip Bozanić diante de cerca de 10.000 pessoas.
Em 2004, foi construído um parque memorial em Teharje, na Eslovénia, onde é realizada uma cerimónia anual em memória das vítimas do pós-Segunda Guerra Mundial. Em 2007, o governo da Eslovénia anunciou planos para transformar a trincheira de Tezno num parque memorial e cemitério. Em 2008, os governos croata e esloveno chegaram a um acordo de cooperação sobre a organização de cemitérios militares, semelhante a acordos anteriores que a Eslovénia alcançou com a Itália e a Alemanha. O primeiro-ministro da Croácia, Zoran Milanović, visitou Bleiburg em setembro de 2008. Ele afirmou que todas as vítimas tinham direito a um julgamento justo, e que seu motivo não era político.

#### Controvérsias
Em 2009, o presidente croata Stjepan Mesić criticou os representantes do Parlamento que não reagiram às pessoas na multidão que exibiam a iconografia Ustaše na comemoração, o que é ostensivamente ilegal na Croácia, num evento patrocinado pelo Estado. Em 2010, o presidente croata Ivo Josipović disse que não compareceria à comemoração de maio de Bleiburg daquele ano enquanto a iconografia de Ustaše estivesse presente, embora ele tenha feito uma visita separada ao memorial de Bleiburg em junho, além de sua visita ao memorial de Tezno . Em 2012, o parlamento croata decidiu revogar o financiamento para a comemoração anual de Bleiburg. A razão apresentada por Milanović foi que o governo não financiaria o que se tornou um evento politicamente partidário concentrado no NDH, em vez de lamentar as vítimas. Em 2012, a liderança croata depositou coroas de flores apenas no monumento em Tezno.

Como escreve o acadêmico croata Vjeran Pavlaković, professor assistente do Departamento de Estudos Culturais da Universidade de Rijeka em Deificando os Derrotados Comemorando Bleiburg desde 1990,
"A confusão entre o passado e o presente é parte integrante das comemorações de Bleiburg; não só os participantes vestem uniformes Ustasa, exibem insígnias e iconografia Ustasa, e vendem parafernália associada ao NDH e aos seus líderes, mas há uma activa discurso sobre a Guerra da Independência da Croácia acompanhado de imagens de heróis (bem como de indivíduos culpados de crimes de guerra) do conflito da década de 1990."
Pavlaković conclui que:
“A eficácia de Bleiburg em atuar como local de memória pode ser atribuída ao fato de representar tanto um passado traumático, quanto um momento de ruptura ou descontinuidade histórica. Ambos os fatores dão às comemorações em Bleiburg peso emocional e significado político, especialmente numa altura em que a Croácia atravessava outra transição histórica na década de 1990. Também significou que o mito de Bleiburg foi facilmente manipulado; as vítimas da tragédia de Bleiburg foram activamente invocadas não só para distorcer o passado Ustasa, mas para justificar o ressurgimento de opções políticas nacionalistas extremas. O mito de Bleiburg tornou-se um dos muitos momentos históricos que simbolizaram o martírio croata, devido à narrativa predominante de vitimização pela agressão da Grande Sérvia durante a década de 1990. O mito do martírio é um dos arquétipos mais comuns. na taxonomia dos mitos... O perigo de apresentar as vítimas de Bleiburg exclusivamente como mártires do Estado croata, no entanto, é que a realidade do regime NDH e os crimes que cometeu são ignorados na nova e revista narrativa da Segunda Guerra Mundial. 
A comemoração de 2015 foi a maior já registrada, com mais de 20 mil pessoas presentes. Em 2016, o parlamento croata reintroduziu o patrocínio do evento, a fim de mostrar reverência às vítimas do totalitarismo comunista após a Segunda Guerra Mundial.
Em 8 de março de 2019, a Igreja Católica na Caríntia, na Áustria, proibiu os padres de realizarem missas nas comemorações de Bleiburg. E. Guggenberger, administrador interino da Diocese de Gurk-Klagenfurt, escreveu: "a missa no campo perto de Bleiburg tornou-se parte de uma manifestação que é politicamente instrumentalizada e faz parte de um ritual político-nacionalista que serve uma experiência e interpretação seletivas de história." A carta afirma que o evento mina a reputação da Igreja Católica. Três parlamentares austríacos da UE criticaram as comemorações de Bleiburg como "a maior reunião fascista na Europa", e em grande parte como resultado da exibição de símbolos fascistas durante as comemorações de Bleiburg, o governo austríaco em 2019 aprovou uma lei proibindo a exibição de símbolos Ustashe, junto com símbolos nazistas, ISIS e outros símbolos anteriormente proibidos. Os tribunais austríacos condenaram participantes croatas nas comemorações de Bleiburg por saudações fascistas e exibição de símbolos fascistas. O Congresso Mundial Judaico e o Centro Wiesenthal uniram-se na condenação da comemoração de Bleiburg, com o Congresso Mundial Judaico afirmando que o evento foi “usado para glorificar indivíduos que apoiaram ou estiveram ativamente envolvidos nas atividades de um regime que executou centenas de milhares de inocentes”. homens, mulheres e crianças apenas por causa da sua identidade étnica ou religiosa”.
Em 2020, a missa católica patrocinada pelo Parlamento Croata foi realizada na Catedral do Sagrado Coração, em Sarajevo, em substituição de uma reunião anual normalmente realizada em Bleiburg, na Áustria, que foi cancelada devido às restrições impostas pela pandemia da COVID-19. Ao mesmo tempo, milhares de manifestantes marcharam pela rua Marechal Tito para homenagear as vítimas do regime Ustaša e reuniram-se na Chama Eterna. A maioria dos políticos bósnios criticou a missa celebrada pelo chefe da Igreja Católica na Bósnia e Herzegovina, Vinko Puljić. Anteriormente, foi condenado pela Igreja Ortodoxa Sérvia da Bósnia, pelas comunidades judaica e muçulmana e por várias organizações antifascistas.
Em Julho de 2020, a câmara baixa do Parlamento austríaco adoptou uma resolução apelando ao Ministério do Interior que considerasse a proibição da comemoração em Bleiburg, devido à exibição de símbolos Ustaše. A proibição, porém, não ocorreu, e o evento comemorativo de 2021 foi realizado sob restrições da COVID, sem grandes aglomerações.
Em novembro de 2021, Karl Nehammer, então Ministro do Interior austríaco, recomendou que a comemoração de Bleiburg na sua forma atual fosse proibida, porque “Na Áustria, glorificar o regime terrorista é inaceitável. Impediremos qualquer tentativa de espalhar visões de mundo extremistas e revisionistas de direita em comícios". Posteriormente, a Áustria proibiu formalmente a comemoração de Bleiburg e também proibiu, como símbolo fascista, o brasão "tabuleiro de xadrez" do estado NDH, com o primeiro quadrado branco, e removeu-o do memorial em Bleiburg.

### Historiografia
Ao contrário de muitas outras operações dos Partidários, que foram descritas em detalhes, pouco foi escrito sobre as operações na Eslovênia, perto da fronteira com a Áustria, durante a semana de 7 a 15 de maio de 1945.  A literatura iugoslava do pós-guerra atribuiu todas as perdas humanas em maio e junho de 1945 como baixas militares nas operações finais da guerra.  Todos os exércitos adversários e oponentes políticos foram caracterizados pela historiografia iugoslava como traidores e colaboradores.  Os eventos em Bleiburg foram conhecidos como "batalhas finais de cerco", "operações militares finais" e "grande final na Caríntia".  As repatriações de Bleiburg e as suas consequências foram discutidas pela primeira vez na literatura de emigrantes por anticomunistas que conseguiram deixar o país. Um dos primeiros livros que tratam do assunto foi La Tragedia de Bleiburg, publicado por emigrantes croatas em Buenos Aires em 1963. 
O Ministro e os Massacres, um livro de 1986 de Nikolai Tolstoi, divulgou ainda mais a questão, mas fez várias afirmações duvidosas sobre as repatriações que foram duramente criticadas por vários historiadores e autores,   embora tenha chamado a atenção, de forma mais geral, para a distorção persistente da história,  e para a questão de os historiadores confiarem nos registros contemporâneos e nas supostas testemunhas oculares.
O historiador croata-americano Jozo Tomasevich descreveu os acontecimentos: "A aniquilação da maioria das tropas traidoras capturadas no final da guerra - o que é um facto - foi um acto de terror em massa e uma cirurgia política brutal, semelhante à praticada pelos Ustašas e pelos Chetniks no início da guerra."  Em relação ao tratamento partidário dos prisioneiros Ustaše, Tomasevich observa: "Devemos agora fazer a pergunta realmente fundamental, nomeadamente quem foi o responsável por Bleiburg... O problema de Bleiburg obviamente não pode ser discutido isoladamente, como escrevem escritores Ustasha e pró-Ustasha regularmente. Está intimamente relacionado com o estabelecimento e as políticas gerais do NDH, com o reinado de terror Ustasha contra a população sérvia, com a aliança determinada do estado croata com a Alemanha nazi e com os esforços finais da Ustasha para escapar e aliar-se ao Ocidente. contra os comunistas. Portanto, devemos concluir que a responsabilidade por Bleiburg foi responsabilidade coletiva de Pavelić e do regime Ustasha". 
O cientista político britânico David Bruce MacDonald criticou o exagero do número de vítimas:  "Inflar o número de mortos em Bleiburg teve vários níveis de significado. Em primeiro lugar, deu aos croatas o seu próprio massacre nas mãos dos sérvios e/ou comunistas, o que lhes permitiu combater o genocídio dos sérvios em Jasenovac com um dos seus próprios. Em segundo lugar, permitiu aos croatas distanciarem-se dos sérvios e do regime comunista que executou os massacres. Eles puderam retratar a Croácia como um participante relutante na RSFI, mais um prisioneiro do que uma nação constituinte. Em terceiro lugar, ao sofrer tal massacre, os croatas submeteram-se à sua própria 'via-sacra', como apelidada pela maioria dos croatas.
Respondendo àqueles que na Croácia procuram equiparar Bleiburg a Jasenovac, os historiadores Ivo e Slavko Goldstein escreveram: “Jasenovac…foi principalmente um crime genocida de assassinato em massa de civis pelo pecado do seu nascimento noutra religião ou nacionalidade”. Em contraste, “Bleiburg foi um crime de assassinato em massa de prisioneiros desarmados de tropas inimigas derrotadas que travavam guerra há quatro anos ao lado do mal”. Eles também observam, “em Jasenovac, além de homens em idade produtiva; mulheres, crianças e idosos também foram assassinados em massa. Como parte de Bleiburg, os mortos eram quase exclusivamente soldados desarmados, homens capazes de combater” 
Sobre a responsabilidade de Tito pelas ações dos guerrilheiros no final da guerra, o advogado croata Dominik Vuletić escreveu: "...deve ser mencionado que na época dos acontecimentos de Bleiburg e das marchas da morte que se seguiram, ele era o primeiro-ministro (DFJ), Ministro da Defesa, Secretário Geral do Partido Comunista e Comandante Supremo de todas as Forças Armadas Iugoslavas, portanto de facto e de iure ele tinha o controle de todas as forças e era o indivíduo mais responsável no país. que participaram dos acontecimentos de Bleiburg agiram de acordo com as instruções de Tito e estavam sob seu controle. [...] Portanto, não pode haver dúvida de que Josip Broz Tito tinha total controle efetivo sobre as unidades envolvidas nos crimes."  Em 13 de maio, Tito despachou um telegrama manuscrito para o quartel-general supremo do Exército Partidário Esloveno que chegou em 14 de maio, proibindo "na linguagem mais severa" a execução de prisioneiros de guerra e ordenando a transferência de possíveis suspeitos para um serviço militar. tribunal.  A autenticidade deste telegrama é contestada por não ter sido publicado em nenhuma coleção de documentos do Exército Iugoslavo e não ter a assinatura de Tito. O historiador Nikolai Tolstoy chamou isso de "uma clara falsificação". 
O historiador britânico Keith Lowe tratou do fim da guerra no seu livro Savage Continent: Europe in the Aftermath of World War II, onde escreveu: "Para incontáveis milhões de pessoas em toda a metade oriental do continente, portanto, o fim do a guerra não sinalizou de forma alguma 'libertação', apenas anunciou uma nova era de repressão estatal. O terror nazista acabou: o terror comunista estava prestes a começar". 
O historiador suíço Michael Portmann escreve: "A responsabilidade por" Bleiburg "em grande parte cabe a Pavelić e ao próprio regime Ustaša: O terror sangrento de ustaše contra a população sérvia (conversões coercitivas, expulsões e assassinatos em massa), a aliança determinada do estado croata com a Alemanha nazista e - por último mas não menos importante - a ordem de Pavelić de não se render, mas de se retirar em combate para a fronteira austríaca, devem ser declaradas como razões para a retaliação partidária realmente brutal".

### Na cultura popular
O primeiro filme que mencionou os eventos de Bleiburg foi Sokol Did Not Love Him (Sokol ga nije volio), dirigido por Branko Schmidt e lançado em 1988.  A rendição em Bleiburg foi tema de um filme croata de 1999, Četverored, dirigido por Jakov Sedlar. É baseado no romance homônimo de 1997, de Ivan Aralica . Um filme croata de 2004, Long Dark Night (Duga mračna noć), dirigido por Antun Vrdoljak, cobre o tempo de guerra em uma aldeia eslava de 1941 a 1945 e os eventos do pós-guerra na Eslovênia. Uma versão mais longa do filme foi ao ar na Rádio Televisão Croata como uma série de TV em 13 episódios.  The Miner (Rudar), um filme esloveno de 2017 dirigido por Hanna Antonina Wojcik Slak, é baseado na descoberta do massacre de Barbara Pit em 2009.
O pintor croata-australiano Charles Billich pintou uma série de obras sobre o evento.

### Locais memoriais
- Memorial em Bleiburg, Áustria
- Memorial no Cemitério Mirogoj de Zagreb, Croácia
- Uma placa em Bistrica ob Sotli, Eslovênia